# Championnat d'Angleterre de football
Cet article traite uniquement de la compétition masculine. Pour la compétition féminine, voir Championnat d'Angleterre féminin de football.
Le championnat d'Angleterre de football est la plus importante compétition de football en Angleterre. Lancée en 1888 par la Football Association sous le nom de « Football League », la compétition laisse place en 1992 à la Premier League, transformée en Barclays Premier League de 2004 à 2016 avant de reprendre son appellation précédente.
La compétition se déroule annuellement, du mois d'août au mois de mai suivant, sous forme d'un championnat mettant aux prises vingt clubs professionnels, actionnaires de la Premier League, qui disputent chacun 38 matchs. À la fin de la saison, le premier est sacré champion, les suivants sont qualifiés pour les compétitions européennes organisées par l'UEFA tandis que les trois équipes totalisant le plus faible nombre de points sont reléguées en EFL Championship, devenu l'échelon inférieur.
Ce championnat est l'un des plus prestigieux au monde et le plus populaire en termes de téléspectateurs, estimés à plus d'un milliard en 2007. Il est réputé pour être l'un des plus exigeants physiquement pour les joueurs, en raison du calendrier dense malgré le passage du championnat de 22 à 20 clubs en 1995, et de l'engagement physique traditionnel du football anglais.  La Premier League s’est classée au premier rang européen des championnats au coefficient UEFA de 2008 à 2012, après l'avoir déjà été de 1968 à 1975 et en 1985, et elle occupe de nouveau la première place sur les cinq dernières années.
Depuis 1888, 24 clubs ont remporté le championnat : les plus titrés sont Manchester United (20 titres, sept de Football League et treize de Premier League), Liverpool (20 titres, dix-huit de Football League et deux de Premier League) et Arsenal (13 titres, dix de Football League et trois de Premier League).

## Repères historiques

### La Football League (1888-1992)

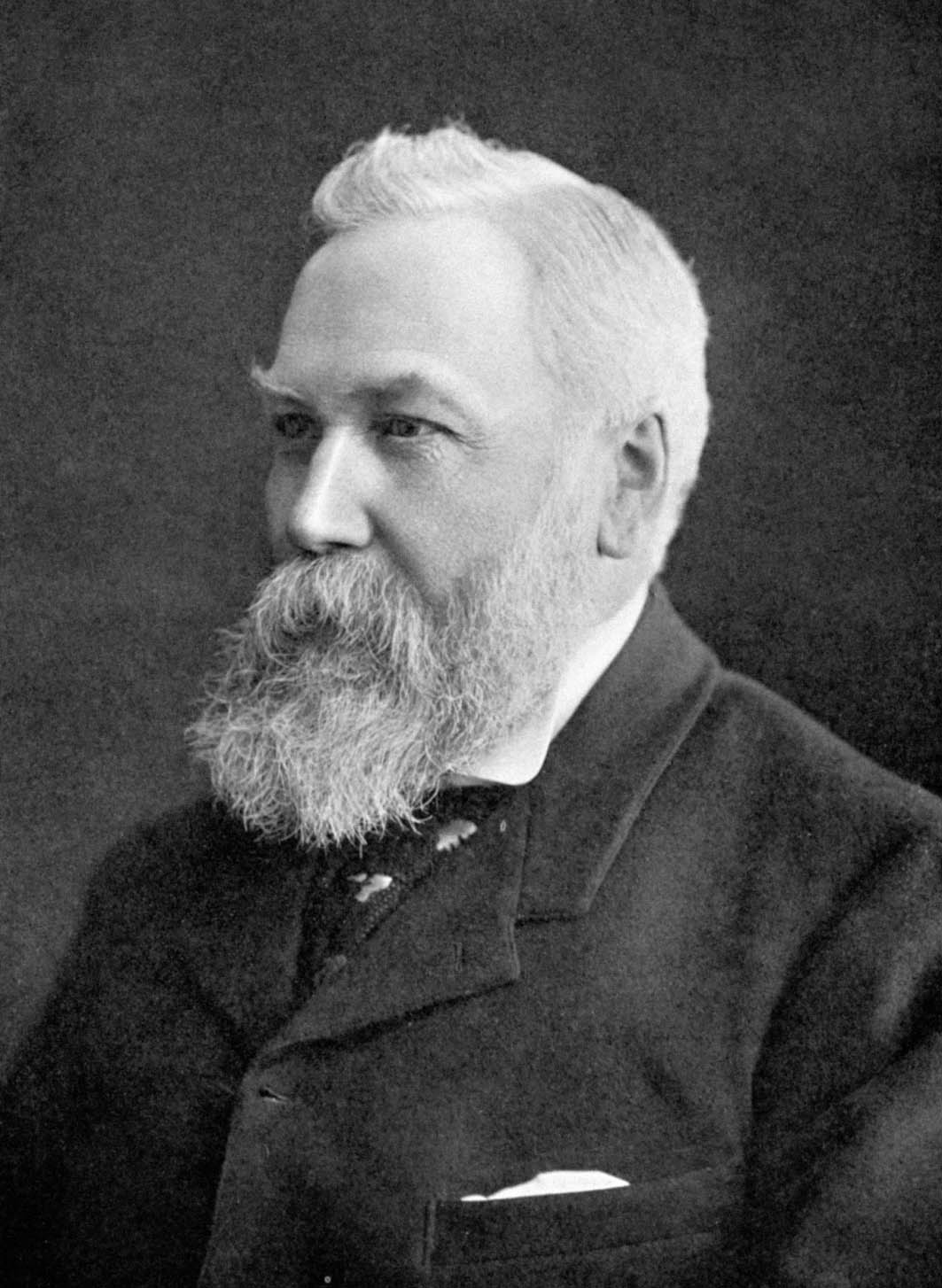
William McGregor, à l'origine de la fondation de la Football League.

The Football Association, la Fédération anglaise de football, est fondée en 1863. Elle édicte les premières lois du jeu du football, qui permettent le développement de ce sport en Angleterre. En 1871, la Fédération regroupe une cinquantaine de clubs, dont quinze s'affrontent lors de la première édition de la Coupe d'Angleterre de football. Le Wanderers Football Club remporte le premier trophée en battant Royal Engineers AFC en finale le 16 mars 1872 à Londres. En 1881, elle compte 128 clubs affiliés et voit l'émergence d'autres associations nationales sur le territoire britannique, notamment la Fédération écossaise de football grâce à laquelle le premier match international officiel est organisé en 1872 à Glasgow.
Alors qu'initialement la FA souhaite que les clubs sous son aile et les joueurs qui les composent demeurent totalement amateurs, elle accepte de légaliser le professionnalisme le 20 juillet 1885 après quatre années de débat, afin de mettre fin aux pratiques illégales de nombreux clubs qui rémunèrent leurs joueurs afin d'améliorer la compétitivité de leurs équipes et obtenir de meilleurs résultats dans les compétitions régionales et nationales. Mais le football coûte cher et les sources de revenus sont incertaines pour les clubs, qui dépendent essentiellement du mécénat, des matches amicaux qu'ils parviennent à organiser et des parcours dans des compétitions à élimination directe.
Le directeur du club d'Aston Villa, William McGregor, a une influence décisive sur la mise en place d'un championnat en voulant mettre de l'ordre dans le chaos de l'époque. Le 2 mars 1888, il écrit à ses dirigeants et à ceux des Blackburn Rovers, des Bolton Wanderers, de Preston North End, de Stoke City et de West Bromwich Albion pour proposer la mise en place d'un championnat annuel entre ces équipes. La création d'un championnat professionnel permettrait aux clubs de sécuriser leurs revenus, grâce à un nombre de matchs garantis ; cette forme de compétition est inédite. Le 23 mars, une réunion se tient à Londres, la veille de la finale de la FA Cup. La Football League est fondée officiellement le 17 avril à la suite d'une nouvelle réunion à Manchester.

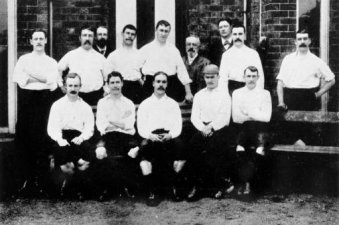
L'équipe de Preston en 1889, premier vainqueur du championnat.

Le 8 septembre 1888, la première édition du championnat est lancée sous l'égide de la Fédération anglaise, avec douze clubs basés dans les Midlands et le nord du pays : Accrington, Aston Villa, Blackburn Rovers, Bolton Wanderers, Burnley, Derby County, Everton, Notts County, Preston North End, Stoke City, West Bromwich Albion et Wolverhampton Wanderers. Chaque équipe s'affronte deux fois, à domicile et à l'extérieur. Deux points récompensent chaque victoire, un point est accordé à chaque équipe en cas de match nul, et zéro point pour une défaite. Preston remporte la compétition sans perdre un seul match, réalise le premier doublé de l'histoire en enlevant également la FA Cup 1889, et conserve son titre en 1890. L'équipe hérite alors du surnom d'Invicibles. À partir de la saison 1890-1891, Stoke laisse sa place à Sunderland, qui remporte le titre en 1892, 1893 et 1895. Aston Villa devient à son tour l'équipe dominante en remportant cinq trophées entre 1894 et 1900.

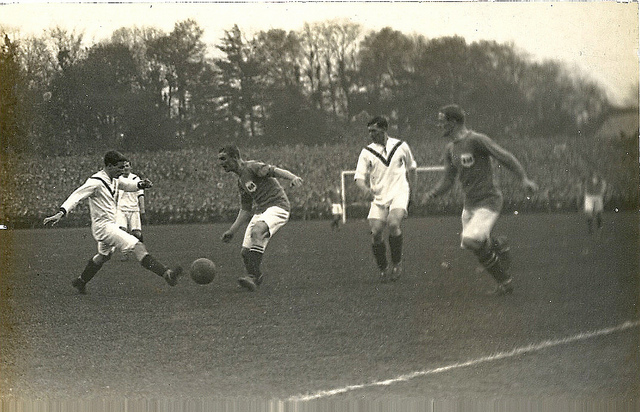
Finale de FA Cup 1909 entre Bristol City et Manchester United, deux équipes de First Division.

En 1892, la Football League absorbe la Football Alliance concurrente (qui compte notamment dans ses rangs Nottingham Forest, The Wednesday et Newton Heath, futur Manchester United), mettant ainsi en place un championnat à deux niveaux. L'élite, devenue First Division, passe à quatorze clubs en 1891, puis seize la saison suivante. Un système de promotion et relégation automatique des deux équipes de bas de classement est mis en place après que des matchs de barrage ont été truqués par Stoke et Burnley pour se maintenir dans l'élite à la fin de la saison 1897-1898. Les deux niveaux comptent à cette date 18 équipes, puis 20 à partir de 1905.
Les années 1900 voient la domination des clubs du nord du pays : Liverpool, Sunderland, The Wednesday, Newcastle United, Manchester United et Blackburn Rovers remportant chacun deux titres avant l'interruption due à la Première Guerre mondiale. À cette époque, les clubs du sud sont rares dans l'élite : Chelsea et Clapton Orient n'y font leurs débuts qu'en 1905, Fulham en 1907, Tottenham Hotspur en 1908.

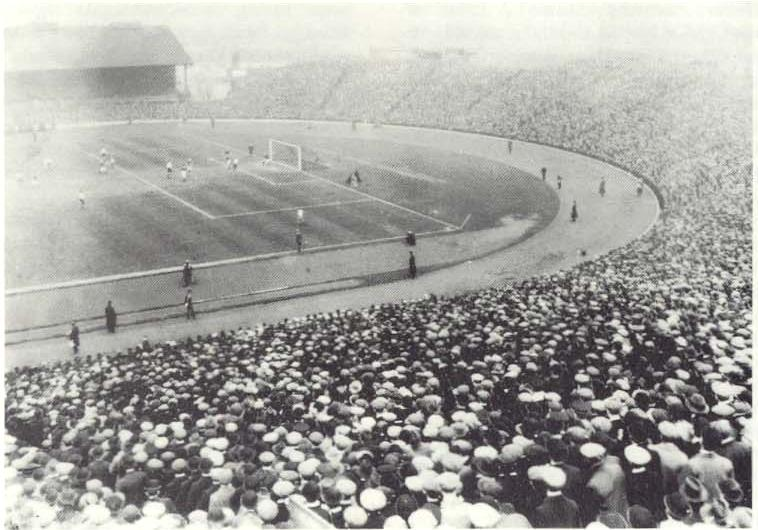
Le stade de Chelsea, Stamford Bridge en 1914

Au cours de la saison 1919-1920, qui marque le retour des compétitions après quatre ans d'interruption, les deux premières divisions professionnelles sont composées de 22 équipes. Les dirigeants de la F. A. créent en 1920 une troisième division, la Third Division, à partir des clubs venus de la Southern Football League. L'année suivante, une Third Division North est lancée à son tour. Le championnat connaît dès lors une certaine stabilité. En 1925, la règle du hors-jeu est revue, le nombre de joueurs adverses minimum entre le ballon et la ligne de but passant de trois à deux, afin d'augmenter le nombre de buts inscrits. En 1939, les numéros font leur apparition sur les maillots.
Huddersfield Town est le premier club à remporter le championnat trois années d'affilée, de 1923 à 1926. Après avoir été le premier club du sud du pays à remporter le championnat en 1931, les Londoniens d'Arsenal réitèrent l'exploit d'Huddersfield entre 1933 et 1935, avant de remporter en 1938 un cinquième titre en huit saisons. En 1937, Manchester City est le quatorzième et dernier club à inscrire son nom au palmarès avant l'interruption due à la Seconde Guerre mondiale, qui dure sept années.
Portsmouth remporte ses premiers titres dans l'immédiat après-guerre, en 1949 et 1950. Le championnat se renouvelle et de nouveaux clubs inscrivent pour la première fois leur nom au palmarès : Tottenham Hotspur en 1951 et 1961, Wolverhampton Wanderers (membre fondateur de la compétition) en 1954, 1958 et 1959, Chelsea en 1955, Ipswich Town en 1962, Leeds United en 1969… Tottenham Hotspur est le premier club du XXe siècle à réaliser le doublé coupe-championnat en 1961, l'année après que les Wolves ont manqué l'exploit d'un point en championnat.
En 1950, les Third Divisions passent à 24 clubs, amenant le nombre total d'équipes en championnat à 92. En 1958 il est décidé de réorganiser et régionaliser le bas de l'échelle : la troisième division est unifiée et une quatrième division est créée. L'usage des ballons blancs est introduit en 1951, et le premier match éclairé par des projecteurs se tient en 1956 entre Portsmouth et Newcastle United, ouvrant la possibilité d'organiser des matchs le soir. En 1965, les remplacements (un par équipe et par match) sont autorisés, d'abord pour les joueurs blessés, puis librement l'année suivante.

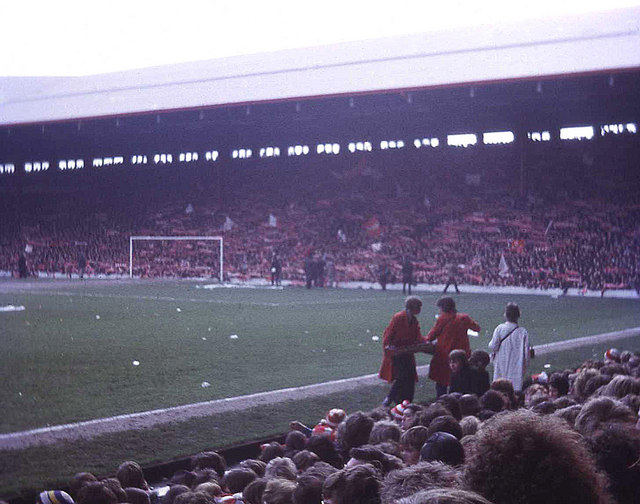
Tribunes d'un Liverpool-Leeds en 1974.

La Football League Cup, nouvelle compétition à élimination directe ouverte aux membres de la Ligue, est lancée en 1960, engendrant une nouvelle source de revenus pour les clubs. Aston Villa remporte la première édition, et malgré le manque d'enthousiasme des principaux clubs du pays, la compétition prend progressivement son importance dans le football anglais.
Deux clubs remportent leur premier titre de champion dans les années 1970, les membres fondateurs Derby County (en 1972 et 1975) et Nottingham Forest (en 1978), tous les deux entraînés par le duo Brian Clough-Peter Taylor. À cette époque, le football anglais écrase les compétitions européennes : quelques années après la première victoire anglaise en Coupe des clubs champions européens par le Manchester United de Matt Busby en 1968, Liverpool, Nottingham Forest et Aston Villa se partagent les six éditions de la plus prestigieuse des coupes européennes entre 1977 et 1982.

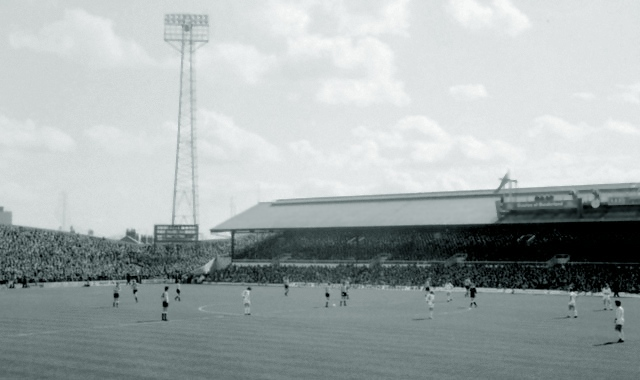
Match Sunderland-Arsenal en 1976, diffusé sur la BBC.

À partir de la saison 1976-1977, le départage des clubs à égalité de points au classement est réalisé non plus à la moyenne de buts (le goal average) qui favorisait trop les équipes défensives, mais à la différence de buts, plus avantageuse pour les équipes offensives. À différence de buts égale, la règle en second critère du plus grand nombre de buts marqués permet pour la première fois en 1989 de déterminer le champion, à l'issue d'une victoire dramatique d'Arsenal sur le terrain de Liverpool, dans le match au sommet de la dernière journée entre les deux premiers. Dans le même objectif, il est décidé en 1981 d'expérimenter un nouveau barème imaginé par Jimmy Hill, ancien joueur de Fulham, consistant à donner trois points pour la victoire au lieu de deux. La victoire à trois points sera conservée en Angleterre avant d'être adoptée plus généralement dans le monde au cours de la décennie suivante. Les matchs de barrages pour les promotions sont réintroduits en 1987 afin d'augmenter l'intérêt des fins de saison dans les divisions inférieures.
Après une période de grand succès de ses clubs en Europe dans les années 1970 et au début de la décennie suivante, la fin des années 1980 marque un point bas dans l'histoire du football anglais. Les stades sont vétustes, les installations pour les supporters sont très sommaires, le hooliganisme se développe et surtout le drame du Heysel en 1985 conduit au bannissement des clubs anglais de toute compétition européenne pour cinq ans. La Football League First Division, qui rassemble les meilleures équipes du pays depuis 1888, est largement distancée par les championnats italien (Serie A) et espagnol (La Liga) en termes d'affluences comme de chiffres d'affaires, ce qui conduit au départ d'un certain nombre des meilleurs joueurs anglais.
Le début des années 1990 voit le football anglais rebondir. L'équipe nationale atteint les demi-finales de la Coupe du monde 1990 en Italie, et l'UEFA autorise le retour des clubs anglais dans les compétitions européennes. Manchester United remporte la Coupe des coupes dès 1991, face à Barcelone. À la suite de la publication en janvier 1990 du rapport Taylor, commandé par le gouvernement britannique après un nouveau drame dans un stade anglais (connu comme la tragédie de Hillsborough), les stades anglais sont modernisés et équipées de places assises uniquement. Le développement des droits télévisés est important : de 6,3 millions de livres pour deux ans en 1986, l'accord signé par la Football League passe à 44 millions sur les quatre saisons suivantes. Les négociations de 1988 marquent les premiers signes de rupture des clubs avec l'organisateur du championnat : dix d'entre menacent de former une super league pour obtenir plus, avant d'être finalement convaincus de rester. Les sommes d'argent en jeu ont pris depuis une décennie une importance grandissante : le premier transfert de joueur dépassant le million de livres est signé en février 1979 pour le départ de Trevor Francis de Birmingham City à Nottingham Forest. En juillet 1988, le seuil des deux millions est atteint pour le passage de Tony Cottee de West Ham à Everton. Trois ans plus tard, Dean Saunders est transféré pour presque trois millions à Liverpool. La barre est atteinte l'été suivant avec le recrutement du buteur Alan Shearer par Blackburn Rovers, financé par le riche industriel Jack Walker (en).
Comme dans la plupart des grands championnats européens, aucun club anglais n'a pu maintenir une présence ininterrompue dans l'élite depuis 1888. Sur les 104 éditions de Football League, Everton reste le tenant du record avec cent saisons à son actif.

### La Premier League (depuis 1992)

Premier logo de la Premier League (1992-2007)

À la fin de la saison 1990-1991, un projet de création d'un nouveau championnat est envisagé par les clubs de l'élite pour augmenter leurs revenus, dopés par ailleurs par l'augmentation des affluences, officiellement pour lutter au niveau européen. Le 17 juillet, un accord est signé entre les meilleurs clubs du championnat pour jeter les bases de la FA Premier League, indépendante des Football Association et Football League, ayant la capacité de négocier ses propres droits télévisés et contrats de sponsoring.
En 1992, les clubs de First Division démissionnent collectivement et le 27 mai 1992 la FA Premier League est créée en tant que société en commandite par actions (private limited company by shares). La Football League, vieille de 104 ans, est réduite de quatre à trois niveaux, et chapeautée de fait par la Premier League, qui ne compte qu'une seule et unique division. Il n'y a pas de changement sur le format de la compétition, le nombre d'équipes et le système de promotion/relégation restant à l'identique. La première édition de la PL se tient pour la saison 1992-1993 avec 22 clubs. Le premier but de cette première édition est inscrit par Brian Deane de Sheffield United.

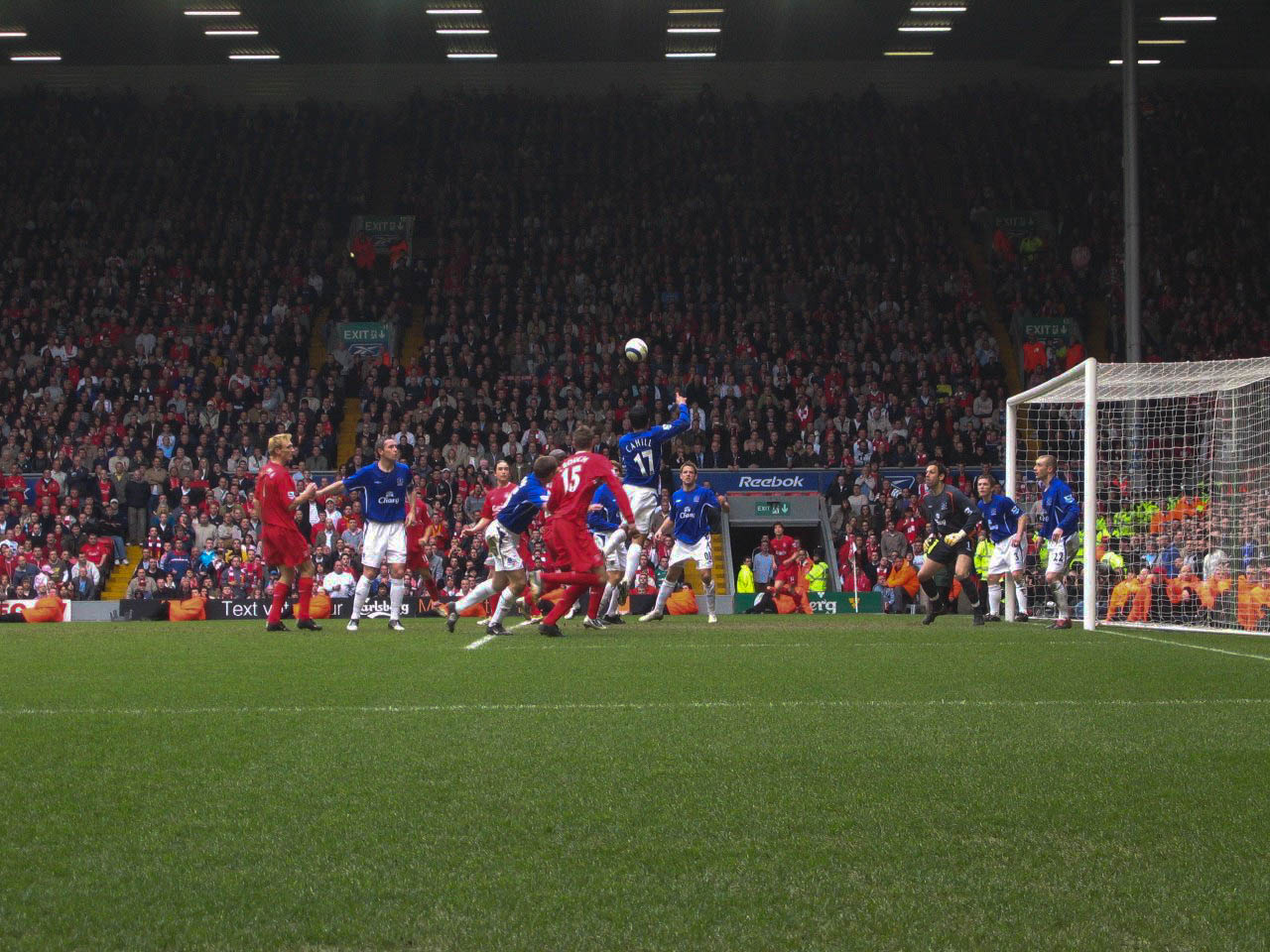
Scène de Merseyside derby entre Liverpool et Everton, en 2006.

Le nombre de participants à la Premier League est réduit à 20 en 1995, du fait notamment de l'insistance de la Fédération internationale de football association (FIFA). En 2006, la FIFA demande que les principaux championnats européens passent à 18 clubs, ce que la Premier League refuse. Le nom officiel de la compétition est simplifié en 2007, de FA Premier League à Premier League. En 2011, un club non-anglais y est promu pour la première fois : il s'agit du club gallois de Swansea City.
Depuis son lancement, la Premier League est dominée par un quatuor d'équipes, connu comme le « Big Four », composé d'Arsenal, de Chelsea, de Liverpool et de Manchester United. Ces clubs remportent toutes les éditions de la Premier League jusqu'en 2011, à l'exception de l'édition 1994-1995, remportée par les surprenants Blackburn Rovers. Au moins trois de ces quatre équipes terminent chaque année dans les quatre premières places (qualificatives pour la Ligue des champions) entre 1997 et 2011. Cependant ce Big Four est inégal, d'un côté Chelsea et Manchester United ayant remporté tous les titres entre 2004 et 2011 et de l'autre Arsenal qui ne gagne plus depuis 2004 et Liverpool qui ne remporte aucun titre pendant cette période. De plus, la Premier League a vu dans les années 2010 deux clubs se mêler à la lutte : Tottenham Hotspur et surtout Manchester City, racheté en 2008 par un fonds d'investissement d'Abou Dabi et vainqueur du championnat en 2012, 2014, 2018, 2019, 2021, 2022, 2023 et 2024.
Le pendant de cette large domination est l'accroissement de l'écart entre les équipes de Premier League et celles de Football League, du fait notamment de la grande disparité des compétitions en termes de montants de droits télévisés. Les clubs nouvellement promus en Premier League peinent généralement à se maintenir, notamment la première saison. Depuis 1992 et à l'exception des éditions 2001-2002, 2011-2012 et 2017-2018, au moins un promu est relégué chaque année ; en 1997-1998, en 2023-2024 et en 2024-2025, ce fut le cas des trois entrants. Pour répondre à cette critique, la Premier League aide financièrement les clubs relégués depuis la saison 2006-2007, ce qui a pour effet de creuser l'écart entre les clubs relégués de l'élite et leurs concurrents de Football League. Par ailleurs, la perte brutale des revenus télévisés s'avère dangereuse pour les clubs qui ne parviennent pas à réintégrer rapidement l'élite, comme l'illustrent les difficultés récentes rencontrées par des clubs importants tels que Burnley, Leeds United, Charlton Athletic, Coventry City, Derby County, Nottingham Forest, Oldham Athletic, Sheffield Wednesday, Bradford City, Leicester City, Queens Park Rangers, Southampton, Wimbledon ou encore Portsmouth,.

## Palmarès

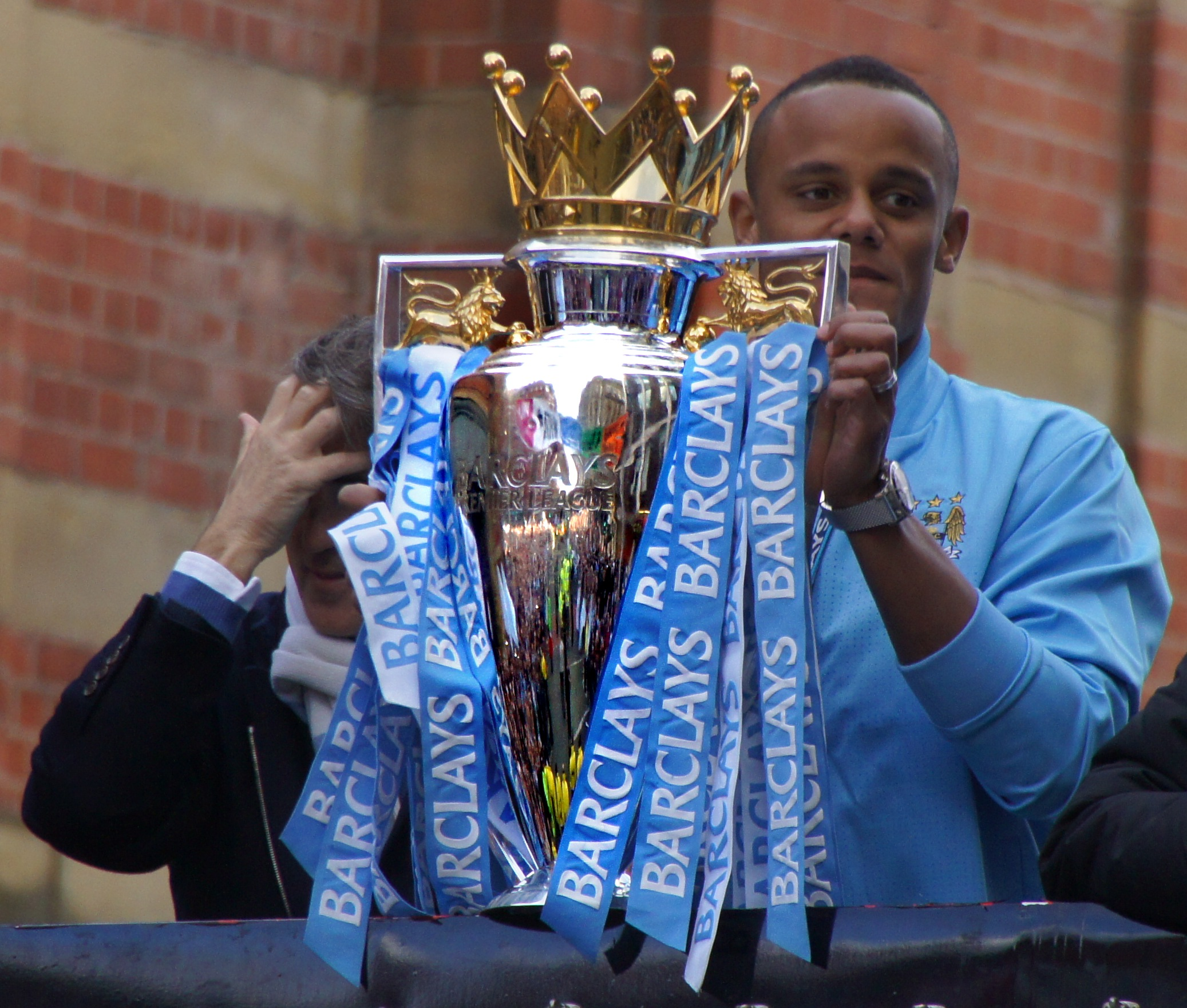
Le trophée de la Premier League, tenu par le capitaine de Manchester City Vincent Kompany en 2012.

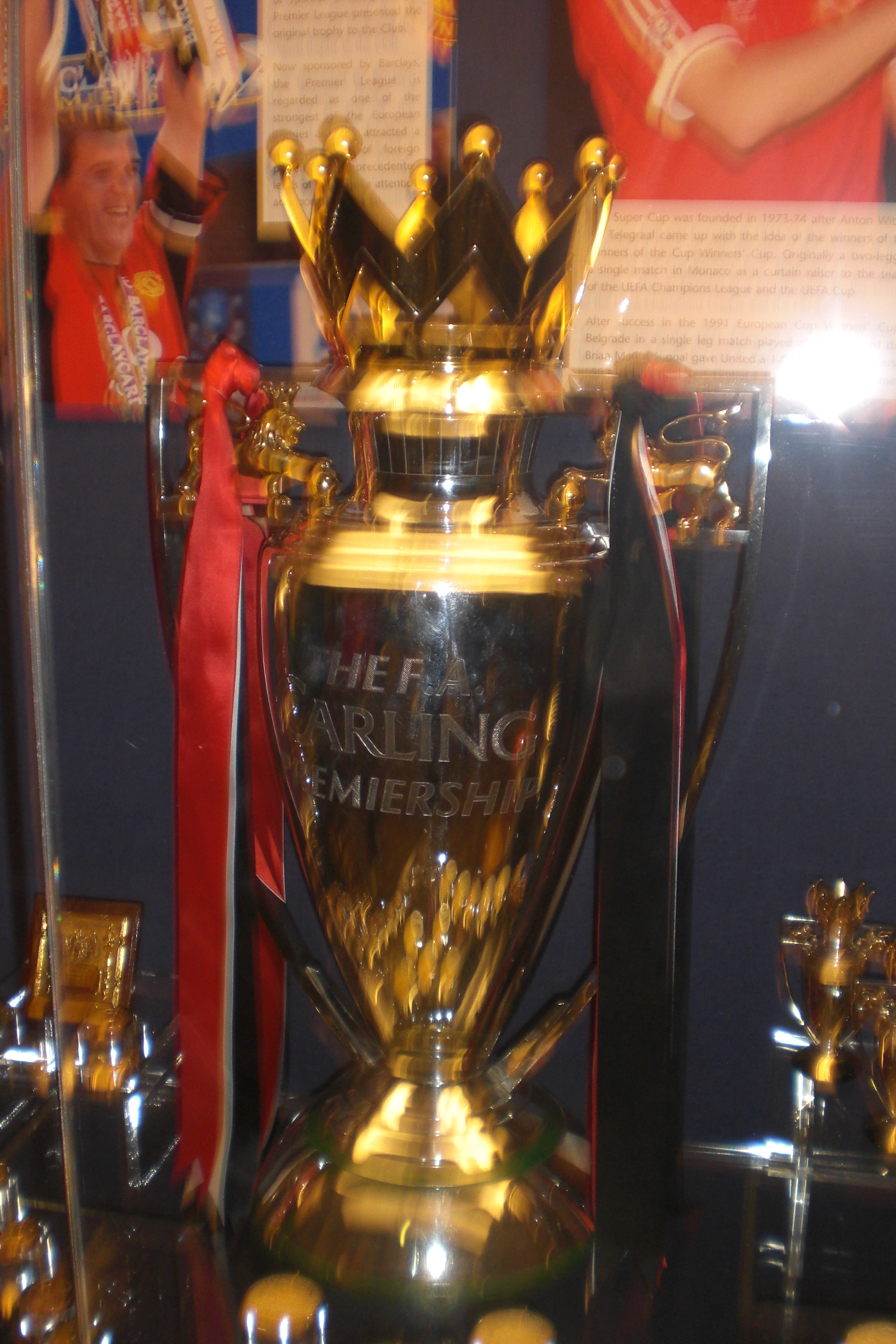
Le trophée dans une vitrine du musée de Manchester United.

| Rang | Clubs                   | Titre(s) | Année(s) |
| ---- | ----------------------- | -------- | --- |
| 1    | Manchester United       | 20       | 1908, 1911, 1952, 1956, 1957, 1965, 1967, 1993, 1994, 1996, 1997, 1999, 2000, 2001, 2003, 2007, 2008, 2009, 2011, 2013 |
| 1    | Liverpool FC            | 20       | 1901, 1906, 1922, 1923, 1947, 1964, 1966, 1973, 1976, 1977, 1979, 1980, 1982, 1983, 1984, 1986, 1988, 1990, 2020, 2025 |
| 3    | Arsenal FC              | 13       | 1931, 1933, 1934, 1935, 1938, 1948, 1953, 1971, 1989, 1991, 1998, 2002, 2004                                           |
| 4    | Manchester City         | 10       | 1937, 1968, 2012, 2014, 2018, 2019, 2021, 2022, 2023, 2024                                                             |
| 5    | Everton FC              | 9        | 1891, 1915, 1928, 1932, 1939, 1963, 1970, 1985, 1987                                                                   |
| 6    | Aston Villa             | 7        | 1894, 1896, 1897, 1899, 1900, 1910, 1981                                                                               |
| 7    | Sunderland AFC          | 6        | 1892, 1893, 1895, 1902, 1913, 1936                                                                                     |
| 7    | Chelsea FC              | 6        | 1955, 2005, 2006, 2010, 2015, 2017                                                                                     |
| 9    | Newcastle United        | 4        | 1905, 1907, 1909, 1927                                                                                                 |
| 9    | Sheffield Wednesday     | 4        | 1903, 1904, 1929, 1930                                                                                                 |
| 11   | Huddersfield Town       | 3        | 1924, 1925, 1926 |
| 11   | Wolverhampton Wanderers | 3        | 1954, 1958, 1959 |
| 11   | Leeds United            | 3        | 1969, 1974, 1992 |
| 11   | Blackburn Rovers        | 3        | 1912, 1914, 1995 |
| 15   | Preston North End       | 2        | 1889, 1890 |
| 15   | Portsmouth FC           | 2        | 1949, 1950 |
| 15   | Burnley FC              | 2        | 1921, 1960 |
| 15   | Tottenham Hotspur       | 2        | 1951, 1961 |
| 15   | Derby County            | 2        | 1972, 1975 |
| 20   | Sheffield United        | 1        | 1898 |
| 20   | West Bromwich Albion    | 1        | 1920 |
| 20   | Ipswich Town            | 1        | 1962 |
| 20   | Nottingham Forest       | 1        | 1978 |
| 20   | Leicester City          | 1        | 2016 |

## Les clubs anglais en compétitions européennes et internationales

### Historique et palmarès

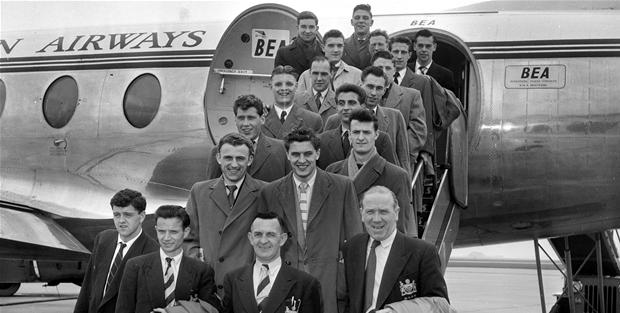
L'équipe de Manchester en déplacement au Danemark en 1955.

Longtemps les confrontations internationales de clubs anglais sont réservées aux matchs de gala et aux divers tournois amicaux. Les clubs anglais sont très populaires et se déplacent ainsi dans toute l'Europe pour des matchs exhibitions. Après avoir snobé la première édition de la Coupe des clubs champions européens en 1955-1956 organisée par le journal français L'Équipe, les clubs anglais acceptent d'y participer l'année suivante sous l'égide de l'UEFA. Manchester United, champion d'Angleterre en titre, dispose des Belges du RSC Anderlecht, des Allemands du Borussia Dortmund et des Espagnols de l'Athletic Bilbao avant de s'incliner en demi-finale face au tenant du titre, le Real Madrid de Di Stefano et Kopa. L'année suivante, les Mancuniens, qui viennent de se qualifier de nouveau pour les demi-finales, sont décimés par l'accident aérien de Munich. Huit joueurs, parmi lesquels le prodige Duncan Edwards, sont tués.

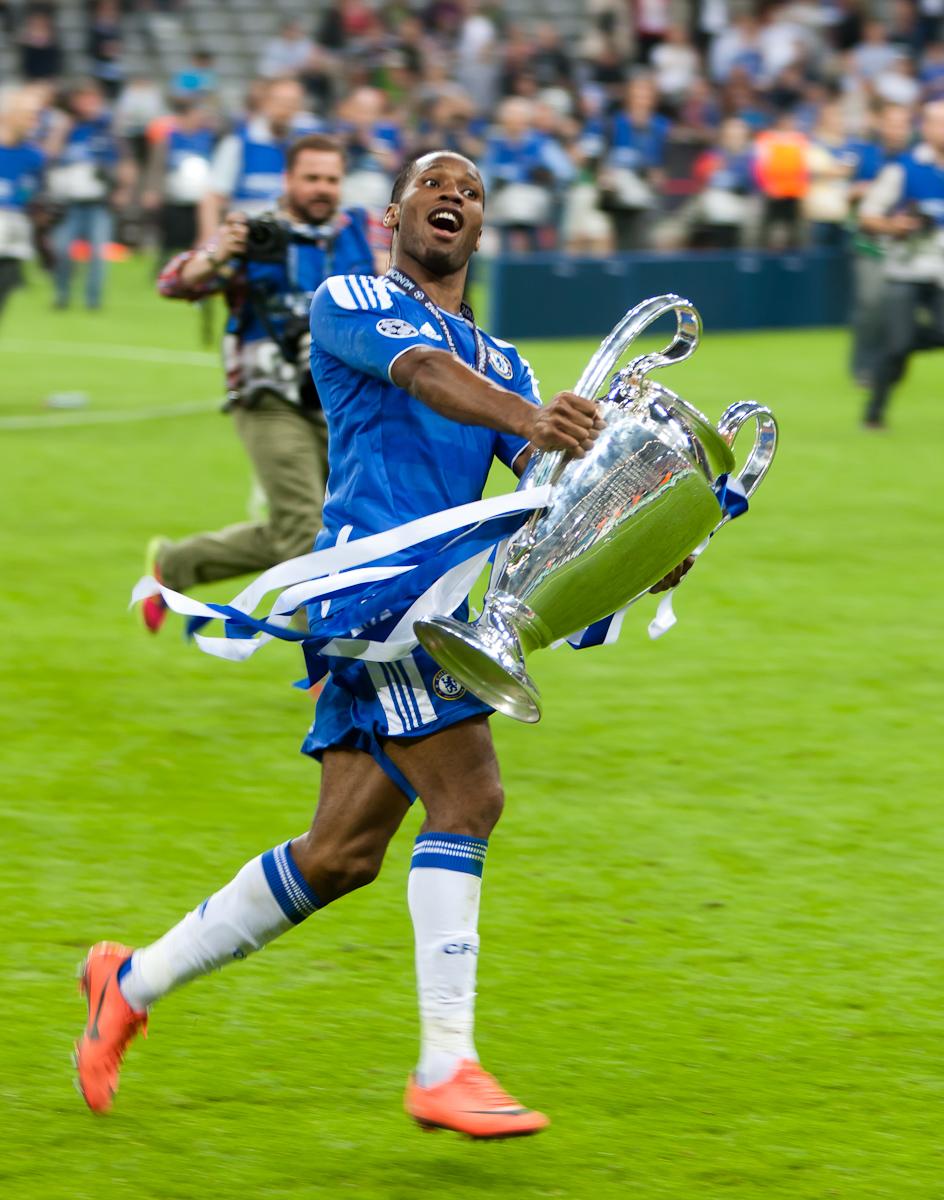
Drogba vainqueur de la Ligue des champions avec Chelsea en 2012.

Il faut finalement attendre 1963 pour voir un club anglais, Tottenham Hotspur, remporter une compétition européenne, la Coupe des vainqueurs de coupe. Il est imité deux ans plus tard par West Ham. Manchester United tiendra sa revanche en devenant le premier club anglais à remporter la Coupe des clubs champions européens en 1968. En 1972 et 1973, les Anglais remportent les deux premières éditions de la Coupe UEFA, respectivement par Tottenham et Liverpool Football Club. De 1977 à 1982, les clubs du championnat d'Angleterre remportent six fois d'affilée la Coupe des clubs champions européens, par l'intermédiaire de Liverpool (1977, 1978, 1981), Nottingham Forest (1979, 1980) et Aston Villa (1982). Liverpool remporte une quatrième fois la Coupe en 1984, quelques mois avant l'exclusion des clubs anglais de toutes compétitions européennes faisant suite au drame du Heysel.
Les championnats européens sont classés par l'Union des associations européennes de football (UEFA) en fonction de leurs performances dans les compétitions qu'elle organise. Pour les championnats nationaux, le coefficient UEFA est utilisé pour définir le nombre de places de chaque championnat pour les compétitions européennes inter-clubs, et leur qualité, en fonction d'une « liste d'accès » préétablie. Il est calculé d'après les résultats obtenus par les clubs lors des cinq saisons passées. À ce classement et depuis 1960, le championnat d'Angleterre s'est trouvé à la première place de 1967 à 1975, en 1985, de 2008 à 2012.
Depuis 1955, les clubs du championnat d'Angleterre ont remporté à de nombreuses reprises les compétitions officielles de clubs organisées par l'UEFA et la FIFA.
| Année                                                                               | Ligue des champions & Coupe des clubs champions européens | Coupe du monde des clubs & Coupe intercontinentale | Coupe UEFA / Ligue Europa | Ligue Conférence    | Coupe des vainqueurs de coupe (1961-1999) | Supercoupe d'Europe   | Coupe Intertoto (1967-2008) |
| ----------------------------------------------------------------------------------- | --------------------------------------------------------- | -------------------------------------------------- | ------------------------- | ------------------- | ----------------------------------------- | --------------------- | --------------------------- |
| 1963                                                                                |                                                           |                                                    |                           |                     | Tottenham Hotspur (1)                     |                       |                             |
| 1965                                                                                |                                                           |                                                    | West Ham United (1)       |                     |                                           |                       |                             |
| 1968                                                                                | Manchester United (1)                                     |                                                    |                           |                     |                                           |                       |                             |
| 1970                                                                                |                                                           |                                                    | Manchester City (1)       |                     |                                           |                       |                             |
| 1971                                                                                |                                                           |                                                    | Chelsea FC (1)            |                     |                                           |                       |                             |
| 1972                                                                                |                                                           |                                                    | Tottenham Hotspur (1)     |                     |                                           |                       |                             |
| 1973                                                                                |                                                           |                                                    | Liverpool FC (1)          |                     |                                           |                       |                             |
| 1976                                                                                |                                                           |                                                    | Liverpool FC (2)          |                     |                                           |                       |                             |
| 1977                                                                                | Liverpool FC (1)                                          |                                                    |                           |                     | Liverpool FC (1)                          |                       |                             |
| 1978                                                                                | Liverpool FC (2)                                          |                                                    |                           |                     |                                           |                       |                             |
| 1979                                                                                | Nottingham Forest (1)                                     |                                                    |                           |                     | Nottingham Forest (1)                     |                       |                             |
| 1980                                                                                | Nottingham Forest (2)                                     |                                                    |                           |                     |                                           |                       |                             |
| 1981                                                                                | Liverpool FC (3)                                          |                                                    | Ipswich Town (1)          |                     |                                           |                       |                             |
| 1982                                                                                | Aston Villa (1)                                           |                                                    |                           |                     | Aston Villa (1)                           |                       |                             |
| 1984                                                                                | Liverpool FC (4)                                          |                                                    | Tottenham Hotspur (2)     |                     |                                           |                       |                             |
| 1985                                                                                |                                                           |                                                    |                           | Everton FC (1)      |                                           |                       |                             |
| 1986 à 1990 : suspension des équipes anglaises de toutes les compétitions de l'UEFA |                                                           |                                                    |                           |                     |                                           |                       |                             |
| 1991                                                                                |                                                           |                                                    |                           |                     | Manchester United (1)                     | Manchester United (1) |                             |
| 1994                                                                                |                                                           |                                                    |                           | Arsenal FC (1)      |                                           |                       |                             |
| 1998                                                                                |                                                           |                                                    |                           | Chelsea FC (2)      | Chelsea FC (1)                            |                       |                             |
| 1999                                                                                | Manchester United (2)                                     | Manchester United (1)                              |                           |                     |                                           | West Ham United (1)   |                             |
| 2001                                                                                |                                                           |                                                    | Liverpool FC (3)          |                     | Liverpool FC (2)                          | Aston Villa (1)       |                             |
| 2002                                                                                |                                                           |                                                    |                           |                     | Fulham FC (1)                             |                       |                             |
| 2005                                                                                | Liverpool FC (5)                                          |                                                    |                           | Liverpool FC (3)    |                                           |                       |                             |
| 2006                                                                                |                                                           |                                                    |                           |                     | Newcastle United (1)                      |                       |                             |
| 2008                                                                                | Manchester United (3)                                     | Manchester United (2)                              |                           |                     |                                           |                       |                             |
| 2012                                                                                | Chelsea FC (1)                                            |                                                    |                           |                     |                                           |                       |                             |
| 2013                                                                                |                                                           |                                                    | Chelsea FC (1)            |                     |                                           |                       |                             |
| 2017                                                                                |                                                           |                                                    | Manchester United (1)     |                     |                                           |                       |                             |
| 2019                                                                                | Liverpool FC (6)                                          | Liverpool FC (1)                                   | Chelsea FC (2)            | Liverpool FC (4)    |                                           |                       |                             |
| 2021                                                                                | Chelsea FC (2)                                            | Chelsea FC (1)                                     |                           | Chelsea FC (2)      |                                           |                       |                             |
| 2023                                                                                | Manchester City (1)                                       | Manchester City (1)                                |                           | West Ham United (1) | Manchester City (1)                       |                       |                             |
| 2025                                                                                |                                                           | Chelsea FC (2)                                     | Tottenham Hotspur (2)     | Chelsea FC (1)      |                                           |                       |                             |

### Rang UEFA
Le tableau suivant récapitule le classement du championnat d'Angleterre au coefficient UEFA depuis 1960 :
| 1960 | 1961 | 1962 | 1963 | 1964 | 1965 | 1966 | 1967 | 1968 | 1969 | 1970 | 1971 | 1972 | 1973 | 1974 | 1975 | 1976 | 1977 | 1978 | 1979 | 1980 | 1981 |
| ---- | ---- | ---- | ---- | ---- | ---- | ---- | ---- | ---- | ---- | ---- | ---- | ---- | ---- | ---- | ---- | ---- | ---- | ---- | ---- | ---- | ---- |
| 4    | 2    | 2    | 5    | 5    | 3    | 2    | 1    | 1    | 1    | 1    | 1    | 1    | 1    | 1    | 1    | 3    | 2    | 3    | 4    | 2    | 2    |
| 1982 | 1983 | 1984 | 1985 | 1986 | 1987 | 1988 | 1989 | 1990 | 1991 | 1992 | 1993 | 1994 | 1995 | 1996 | 1997 | 1998 | 1999 | 2000 | 2001 | 2002 | 2003 |
| 2    | 3    | 2    | 1    | 6*   | 9*   | 12*  | 25*  | -*   | 21   | 13   | 9    | 8    | 5    | 7    | 7    | 6    | 6    | 5    | 3    | 3    | 4    |
| 2004 | 2005 | 2006 | 2007 | 2008 | 2009 | 2010 | 2011 | 2012 | 2013 | 2014 | 2015 | 2016 | 2017 | 2018 | 2019 | 2020 | 2021 | 2022 | 2023 | 2024 | 2025 |
| 3    | 1    | 4    | 2    | 1    | 2    | 2    | 2    | 2    | 3    | 2    | 4    | 3    | 2    | 1    | 1    | 3    | 1    | 1    | 1    | 3    | 1    |

* Les clubs anglais sont exclus de toute compétition européenne entre les saisons 1985-1986 et 1990-1991. Par conséquent, ils n'inscrivent aucun point au classement pendant ces cinq années.
- Premier
- Deuxième
- Troisième

Le tableau suivant affiche le coefficient actuel du championnat anglais.
| Rang | Club       | 2020-2021 | 2021-2022 | 2022-2023 | 2023-2024 | 2024-2025 | Coefficient |
| ---- | ---------- | --------- | --------- | --------- | --------- | --------- | ----------- |
| 1    | Angleterre | 24,357    | 21,000    | 23,000    | 17,375    | 29,464    | 115,196     |
| 2    | Italie     | 16,285    | 15,714    | 22,357    | 21,000    | 21,875    | 97,231      |
| 3    | Espagne    | 19,500    | 18,428    | 16,571    | 16,062    | 23,892    | 94,453      |
| 4    | Allemagne  | 15,214    | 16,214    | 17,125    | 19,357    | 18,421    | 86,331      |

### Coefficient UEFA des clubs
| Rang | Club              | 2020-2021 | 2021-2022 | 2022-2023 | 2023-2024 | 2024-2025 | Coefficient |
| ---- | ----------------- | --------- | --------- | --------- | --------- | --------- | ----------- |
| 2    | Manchester City   | 35,000    | 27,000    | 33,000    | 28,000    | 14,750    | 137,750     |
| 4    | Liverpool FC      | 24,000    | 33,000    | 19,000    | 20,000    | 29,500    | 125,500     |
| 7    | Chelsea FC        | 33,000    | 25,000    | 21,000    | -         | 30,000    | 109,000     |
| 11   | Manchester United | 26,000    | 18,000    | 19,000    | 7,000     | 32,500    | 102,500     |
| 12   | Arsenal FC        | 23,000    | -         | 17,000    | 22,000    | 36,000    | 98,000      |
| 27   | Tottenham Hotspur | 15,000    | 5,000     | 18,000    | -         | 32,250    | 70,250      |
| 29   | West Ham United   | -         | 21,000    | 29,000    | 19,000    | -         | 69,000      |
| 46   | Aston Villa       | -         | -         | -         | 17,000    | 30,250    | 47,250      |

## Aspects juridiques et économiques

### Statut de la Premier League
La Premier League fonctionne comme une corporation et appartient à ses vingt clubs membres, chacun étant actionnaire à une voix pour les décisions à prendre concernant les changements de règlements ou de contrats. Les clubs élisent un président, un directeur général et un conseil d'administration supervisant les activités quotidiennes. En avril 1999, Dave Richards (en) est nommé président et Richard Scudamore (en) directeur général en novembre, en remplacement de John Quinton et Peter Leaver, qui avait été forcé à démissionner. Susanna Dinnage succèdera à Richard Scudamore dans les fonctions de président en janvier 2019.
La Fédération anglaise de football (the Football Association) n'est pas concernée par les opérations quotidiennes de la Premier League mais conserve un droit de veto en tant qu'actionnaire particulier, notamment lors des élections des dirigeants. La Premier League dispose de représentants dans l'Association européenne des clubs, association représentant les intérêts des clubs de football en Europe, auprès de l'UEFA notamment.
Les clubs du Championnat d'Angleterre sont réputés pour pratiquer les prix les plus élevés d'Europe pour les spectateurs.

### Sponsoring
La Premier League est parrainée elle-même depuis 1993, dans le cadre d'un contrat de naming : le sponsor paie le droit de choisir le nom commercial de la compétition. Trois sociétés se sont succédé comme sponsor de la Premier League jusqu'en 2016 :
- 1993-2001 : Carling (nom : FA Carling Premiership)[2]
- 2001-2004 : Barclaycard (nom : Barclaycard Premiership)[2]
- 2004-2016 : Barclays (nom : Barclays Premiership jusqu'en 2007, puis Barclays Premier League)[2]

À partir de 2016, la Premier League anglaise souhaite s'affirmer comme une marque indépendante, à l'instar de la NBA, et ne renouvelle pas un contrat de sponsoring majeur pour remplacer Barclays.
En plus du naming, la Premier League signe des contrats avec un certain nombre de partenaires et fournisseurs officiels. Le fournisseur officiel du ballon est par exemple la société Nike depuis la saison 2000-2001, en remplacement de l'équipementier anglais Mitre.
Afin d'affermir encore son image de marque, la Premier League possède dorénavant son propre hymne qu'elle dévoile lors du début de la saison 2020-2021. Une création sonore signée Dave Connolly (en collaboration avec 83 musiciens et techniciens) sera jouée dans les stades pendant l'entrée des joueurs.

### Chiffres d'affaires
Les clubs de Premier League présentent à la fin des années 2000 le chiffre d'affaires global le plus élevé de tous les championnats de football au monde (2,479 milliards d'euros en 2009–2010, seuls les trois championnats nord-américains National Football League, Major League Baseball et National Basketball Association faisant mieux, tous sports confondus) ; il n'est cependant que le deuxième championnat de football le plus profitable derrière la Bundesliga allemande. La Premier League est reconnue pour sa forte contribution au commerce international depuis le Royaume-Uni.
L'étude annuelle du cabinet Deloitte (la Deloitte Football Money League) classe sept des clubs anglais parmi les vingt plus riches au monde en 2009–2010.
À titre de comparaison pour la saison 2011-2012, la Premier League présente un chiffre d'affaires cumulé de 2,515 milliards d’euros, loin devant la Bundesliga allemande (1,746), la Liga espagnole (1,718), la Serie A italienne (1,553) et la Ligue 1 française (1,040). Outre des droits télévisés supérieurs à ses concurrents, le championnat anglais peut compter sur des recettes de billetterie et des revenus publicitaires représentant environ ensemble près de la moitié du chiffre d'affaires de ses clubs (respectivement 610 et 600 millions d'euros, contre 131 et 179 pour le championnat de France).

### Transferts
| Rang | Joueurs        | Indemnité | Provenance                            | Année |
| ---- | -------------- | --------- | ------------------------------------- | ----- |
| 1er  | Enzo Fernández | 121 M€    | SL Benfica → Chelsea FC               | 2022  |
| 2e   | Jack Grealish  | 117,50 M€ | Aston Villa → Manchester City         | 2021  |
| 3e   | Declan Rice    | 116,60 M€ | West Ham United → Arsenal FC          | 2023  |
| 4e   | Moisés Caicedo | 116 M€    | Brighton FC → Chelsea FC              | 2023  |
| 5e   | Romelu Lukaku  | 113 M€    | Inter Milan → Chelsea FC              | 2021  |
| 6e   | Paul Pogba     | 105 M€    | Juventus → Manchester United          | 2016  |
| 7e   | Antony         | 95 M€     | Ajax Amsterdam → Manchester United    | 2022  |
| 8e   | Joško Gvardiol | 90 M€     | RB Leipzig → Manchester City          | 2023  |
| 9e   | Harry Maguire  | 87 M€     | Leicester City → Manchester United    | 2019  |
| 10e  | Jadon Sancho   | 85 M€     | Borussia Dortmund → Manchester United | 2021  |

| Rang | Joueurs           | Indemnité | Destination                        | Année |
| ---- | ----------------- | --------- | ---------------------------------- | ----- |
| 1er  | Philippe Coutinho | 135 M€    | Liverpool FC → FC Barcelone        | 2018  |
| 2e   | Jack Grealish     | 117,50 M€ | Aston Villa → Manchester City      | 2021  |
| 3e   | Declan Rice       | 116,60 M€ | West Ham United → Arsenal FC       | 2023  |
| 4e   | Moisés Caicedo    | 116 M€    | Brighton FC → Chelsea FC           | 2023  |
| 5e   | Eden Hazard       | 115 M€    | Chelsea FC → Real Madrid           | 2019  |
| 6e   | Gareth Bale       | 101 M€    | Tottenham Hotspur → Real Madrid    | 2013  |
| 7e   | Harry Kane        | 100 M€    | Tottenham Hotspur → Bayern Munich  | 2023  |
| 8e   | Cristiano Ronaldo | 94 M€     | Manchester United → Real Madrid    | 2009  |
| 9e   | Harry Maguire     | 87 M€     | Leicester City → Manchester United | 2019  |
| 10e  | Romelu Lukaku     | 84,70 M€  | Everton FC → Manchester United     | 2017  |

## Personnalités

### Entraîneurs

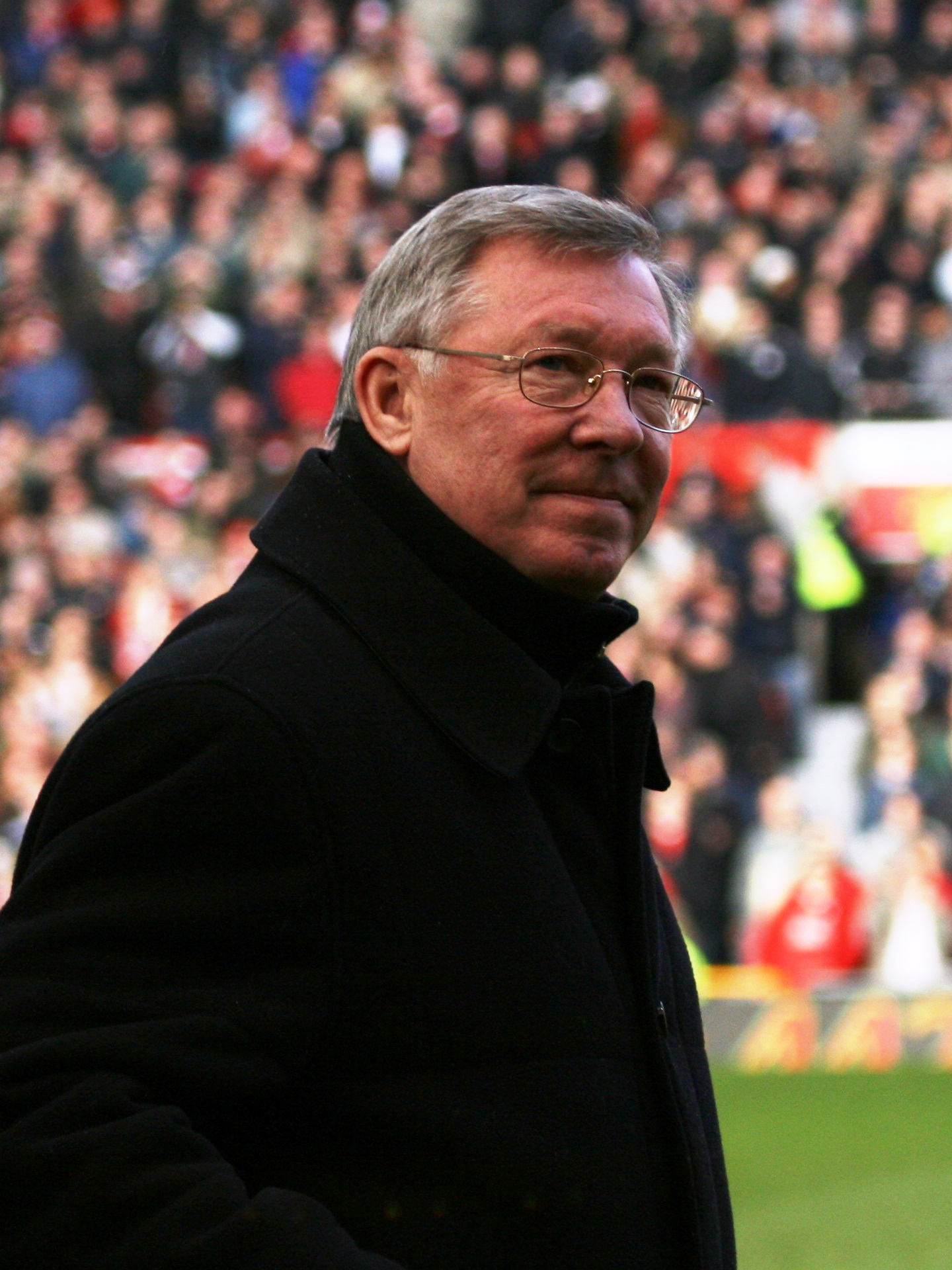
L'ancien manager de Manchester United Sir Alex Ferguson jusqu'en 2013

Les entraîneurs, appelés Managers en Angleterre, sont chargés de conduire la gestion quotidienne de leur équipe : entraînement, composition des équipes, transferts, etc. Leur influence réelle dépend des réalités de chaque club. Aujourd'hui, les managers doivent être titulaires de l'UEFA Pro Licence, la qualification la plus haute en coaching, pour conserver le poste au-delà d'une période normale d'intérim.
En 2002 l'English Football Hall of Fame est créé par le National Football Museum (en) dans l'objectif d'honorer les joueurs et les managers ayant porté les couleurs anglaises en club ou en équipe nationale. Les membres inauguraux, en tant qu'entraîneurs sont au nombre de six : les Anglais Brian Clough, Bob Paisley et Sir Alf Ramsey, et les Écossais Sir Matt Busby, Bill Shankly et Sir Alex Ferguson. Par la suite, les rejoignent les Anglais Herbert Chapman, Stan Cullis, Bill Nicholson, Sir Bobby Robson (2003), Dario Gradi et Don Revie (2004), Howard Kendall et Walter Winterbottom (2005), Ron Greenwood (2006), Terry Venables (2007), Bertie Mee (2008), Malcolm Allison et Joe Mercer (2009), Harry Catterick (2010), ainsi que le Français Arsène Wenger en 2006.
Depuis la création de la Premier League, aucun entraîneur anglais n'a remporté le championnat, les onze vainqueurs étant Ferguson (12), Wenger (3), l'Écossais Kenny Dalglish (un titre avec Blackburn Rovers), le Portugais José Mourinho (trois titres avec Chelsea), le Chilien Manuel Pellegrini (un titre avec Manchester City), les Italiens Carlo Ancelotti (un titre avec Chelsea), Roberto Mancini (un titre avec Manchester City), Claudio Ranieri (un titre avec Leicester City, Antonio Conte (un titre avec Chelsea), l'Espagnol Josep Guardiola (six titres avec Manchester City) et l'Allemand Jürgen Klopp (un titre avec Liverpool).

### Joueurs

#### Footballeurs emblématiques

##### Premier League Hall of Fame
La Premier League crée un Hall of Fame qui est effectif en 2021. Ses premiers membres sont annoncés en avril 2021, il s'agit de Thierry Henry et d'Alan Shearer suivit de : Éric Cantona, Roy Keane, Frank Lampard, Dennis Bergkamp, Steven Gerrard, David Beckham, Wayne Rooney et Patrick Vieira.

##### English Football Hall of Fame

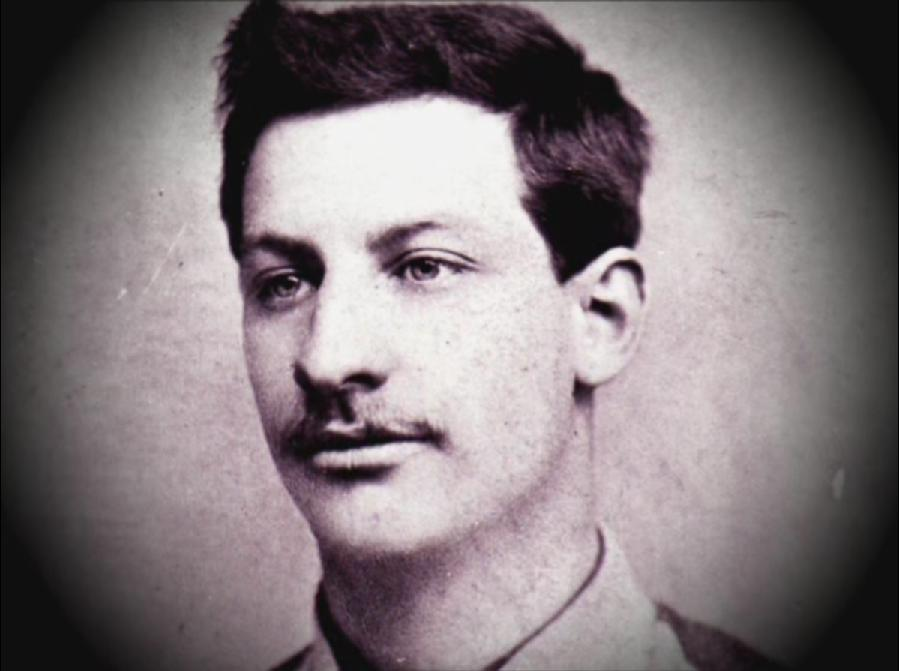
Billy Bassett, joueur de West Bromwich Albion lors de la première saison du championnat.

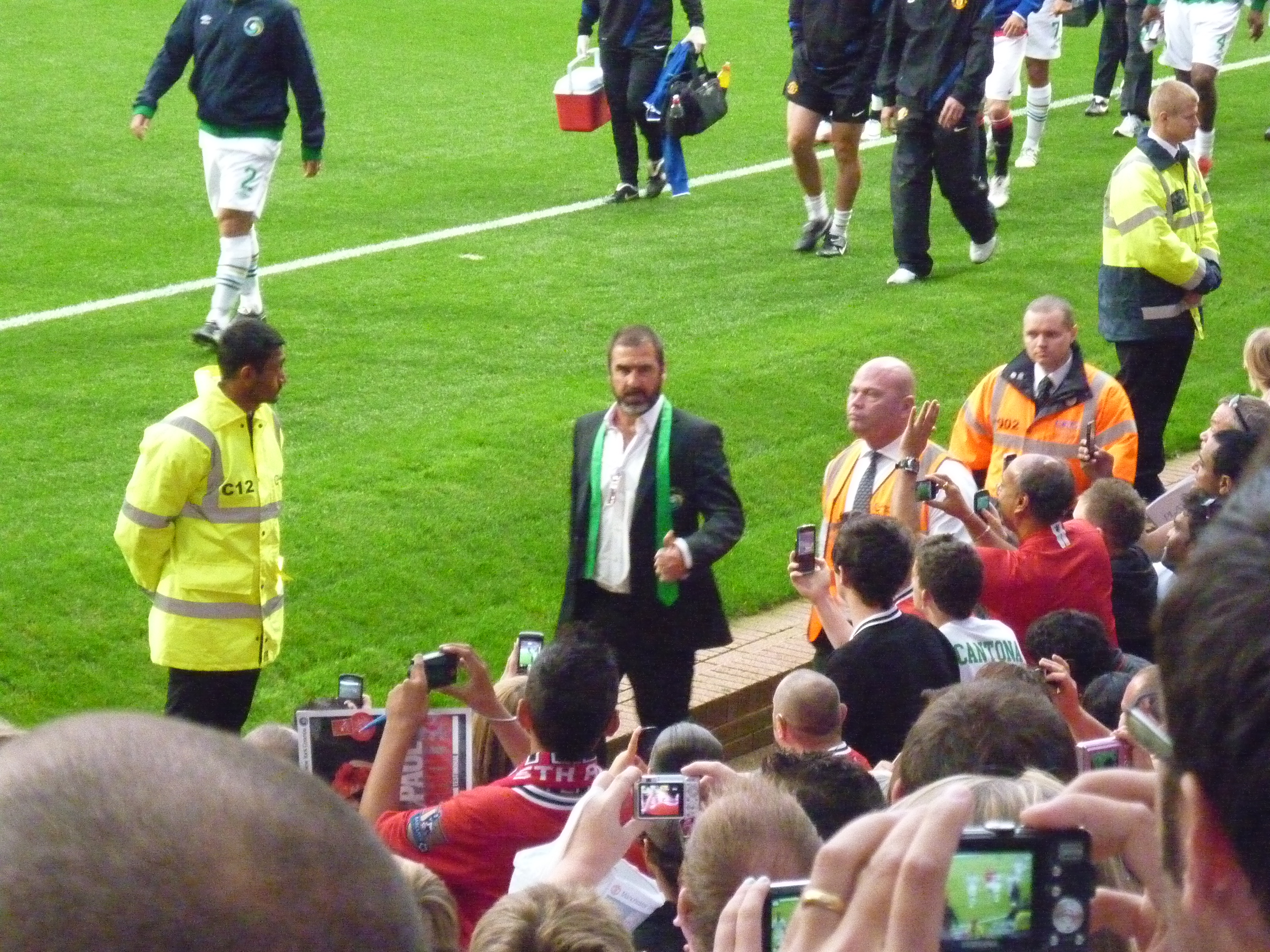
Éric Cantona, membre des Football League 100 Legends et du English Football Hall of Fame.

En 1998, pour fêter la centième édition du championnat d'Angleterre, un groupe de journalistes établit sous l'égide de la Football League la liste des Football League 100 Legends (en), censée couvrir l'histoire de la compétition. Quatre ans plus tard, l'English Football Hall of Fame est créé par le National Football Museum (en) afin d'honorer les joueurs et les managers ayant porté les couleurs anglaises en club ou en équipe nationale. Ses membres inauguraux font tous partie de la liste des cent légendes.
Ces cent légendes, majoritairement anglaises, sont ici classées par ordre chronologique (les membres inauguraux du Hall of Fame étant marqués en gras) :
- Billy Bassett
- Archie Hunter
- John Goodall
- Steve Bloomer
- Billy Meredith
- Bob Crompton
- William Foulke
- Alf Common
- Sam Hardy
- Bill McCracken (en)
- Viv Woodward
- Clem Stephenson (en)
- Charles Buchan
- Elisha Scott
- David Jack
- Dixie Dean
- George Camsell
- Hughie Gallacher
- Harry Hibbs
- Alex James
- Eddie Hapgood
- Cliff Bastin
- Wilf Copping
- Stanley Matthews
- Ted Drake
- Joe Mercer
- Raich Carter (en)
- Peter Doherty
- Frank Swift
- Tommy Lawton
- Wilf Mannion
- George Hardwick (en)
- Johnny Carey
- Stan Mortensen
- Neil Franklin
- Trevor Ford
- Nat Lofthouse
- Tom Finney
- Alf Ramsey
- Len Shackleton
- Jimmy Dickinson
- Arthur Rowley
- Billy Liddell
- Billy Wright
- Jackie Milburn
- John Charles
- Ivor Allchurch
- Danny Blanchflower
- Bert Trautmann
- Jimmy McIlroy
- Tommy Taylor
- Cliff Jones
- Johnny Haynes
- Duncan Edwards
- Jimmy Armfield
- Terry Paine
- Sir Bobby Charlton
- Jimmy Greaves
- Denis Law
- Gordon Banks
- Dave Mackay
- Bobby Moore
- Alan Mullery
- Geoff Hurst
- Nobby Stiles
- Johnny Giles
- Billy Bremner
- Frank McLintock
- Alex Young
- Martin Peters
- Tommy Smith
- Norman Hunter
- Pat Jennings
- Alan Ball
- Colin Bell
- George Best
- Peter Shilton
- Ray Clemence
- Malcolm Macdonald
- Kevin Keegan
- Trevor Francis
- Graeme Souness
- Liam Brady
- Glenn Hoddle
- Bryan Robson
- Alan Hansen
- Kenny Dalglish
- Gary Lineker
- Ian Rush
- Osvaldo Ardiles
- Neville Southall
- Paul McGrath
- John Barnes
- Tony Adams
- Paul Gascoigne
- Alan Shearer
- Ryan Giggs
- Éric Cantona
- Peter Schmeichel
- Dennis Bergkamp

Chaque année de nouveaux membres sont élus au English Football Hall of Fame, de sorte qu'en 2018 il compte 160 membres.

#### Récompenses annuelles

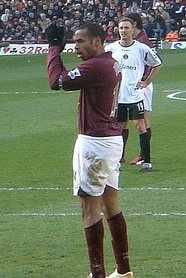
Thierry Henry, premier triple vainqueur du FWA Footballer of the Year.

Chaque année, plusieurs récompenses viennent couronner les meilleurs joueurs de l'année en Angleterre.
Les plus connues sont celles organisées par la Professional Footballers' Association, syndicat des footballeurs professionnels en Angleterre et au pays de Galles (fondé en 1907), qui récompense le « Joueur de l'année » (PFA Players' Player of the Year, depuis 1973-1974), le « Joueur de l'année d'après les supporters » (PFA Fans' Player of the Year) et le « Jeune joueur de l'année » (PFA Young Player of the Year). Quelques joueurs ont remporté deux fois le titre de joueur de l'année PFA : le Gallois Mark Hughes en 1989 et 1991, l'Anglais Alan Shearer en 1995 et 1997, le Français Thierry Henry en 2003 et 2004, le Portugais Cristiano Ronaldo en 2007 et 2008. Éric Cantona est le premier joueur non britannique à remporter le titre en 1994.
La Football Writers' Association, organisation des journalistes sportifs en Angleterre, décerne également une récompense pour le Footballeur de l'année de la FWA (FWA Footballer of the Year), et ce depuis 1947-1948. Son choix diffère souvent de celui de la PFA, le premier joueur à les avoir remporté la même saison étant Terry McDermott en 1980. Quelques joueurs l'ont également remporté deux fois ou plus : Tom Finney en 1954 et 1957, Danny Blanchflower en 1958 et 1961, l’Écossais Kenny Dalglish en 1979 et 1983, Gary Lineker en 1986 et 1992, Thierry Henry en 2003, 2004 et 2006 (le premier à avoir été titré trois fois) et Cristiano Ronaldo en 2007 et 2008. Ce dernier est en 2007 le premier à remporter à la fois les trois récompenses de la PFA et celle de la FWA.
Depuis 1994, la Premier League récompense également le meilleur joueur de la saison (le nom du trophée ayant évolué en fonction des contrats de sponsoring). Seuls Frank Lampard, en 2005 et 2006, et Cristiano Ronaldo, en 2007 et 2008, l'ont remporté deux fois.
Pour fêter les dix ans de sa création, la Premier League organise l'élection de l'« équipe de la décennie 1992-2002 ». Les joueurs élus sont les suivants : Peter Schmeichel - Gary Neville, Tony Adams, Marcel Desailly, Denis Irwin - David Beckham, Paul Scholes, Patrick Vieira, Ryan Giggs - Alan Shearer, Éric Cantona. Parmi ces onze joueurs, sept ont passé l'essentiel de la période à Manchester United, vainqueur de sept des dix titres. Shearer est élu meilleur joueur anglais de la décennie, Cantona meilleur joueur étranger.
Pour les vingt ans de la compétition, un nouveau vote est organisé. Ryan Giggs est cette fois élu meilleur joueur de la période. Deux Fantasy Teams sont élues, une par une tribune d'experts, l'autre par le public. Par rapport à l'équipe des dix ans, Rio Ferdinand et Nemanja Vidic remplacent Desailly, Ashley Cole remplace Irwin, Cristiano Ronaldo remplace Beckham, Roy Keane et Steven Gerrard remplacent Vieira, Thierry Henry remplace Cantona.

#### Apparitions
| Pos.                                           | Joueur          | Nb matchs |
| ---------------------------------------------- | --------------- | --------- |
| 1                                              | Gareth Barry    | 653       |
| 2                                              | James Milner    | 637       |
| 3                                              | Ryan Giggs      | 632       |
| 4                                              | Frank Lampard   | 609       |
| 5                                              | David James     | 572       |
| 6                                              | Gary Speed      | 535       |
| 7                                              | Emile Heskey    | 516       |
| 8                                              | Mark Schwarzer  | 514       |
| 9                                              | Jamie Carragher | 508       |
| 10                                             | Philip Neville  | 505       |
| Les joueurs en gras sont toujours en activité. |                 |           |

Le record de nombre d'apparitions en première division du championnat d'Angleterre est détenu par le gardien de but anglais Peter Shilton avec 848 matchs disputés entre 1966 et 1991. Les gardiens de but Ray Clemence (de 1965 à 1987) et Pat Jennings (de 1962 à 1986) suivent avec respectivement avec 710 et 709 matchs.
En ce qui concerne les joueurs de champ uniquement, les milieux de terrain Ryan Giggs (1991 à 2014), Ian Callaghan (1960 à 1982) et Gareth Barry (1998 à 2017) comptent respectivement 672, 640 et 633 matchs dans l'élite anglaise.
Gareth Barry détient quant à lui le record du nombre d'apparitions en Premier League, 653. Tandis que Ryan Giggs est le seul joueur à avoir participé aux 22 premières éditions et compte par ailleurs 13 titres de champion de Premier League, un record également.

#### Meilleurs buteurs
Les trois meilleurs buteurs de l'histoire du championnat d'Angleterre, et les seuls ayant marqué plus de 300 buts, sont :
1. Jimmy Greaves, auteur de 357 buts en 516 rencontres entre 1957 et 1971, sous les couleurs de Chelsea (124), de Tottenham Hotspur (220) et de West Ham United (13) ;
2. Steve Bloomer, auteur de 317 buts en 536 rencontres entre 1892 et 1914, sous les couleurs de Derby County (256) et de Middlesbrough (61) ;
3. Dixie Dean, auteur de 310 buts en 362 rencontres entre 1925 et 1937, sous les couleurs d'Everton.

En ce qui concerne l'histoire de la Premier League uniquement, le meilleur buteur est Alan Shearer avec 260 buts (en 441 rencontres), suivi de Harry Kane  (213 buts) et de Wayne Rooney (208 buts en 491 matchs).

#### Meilleurs passeurs
Le Gallois Ryan Giggs est le meilleur passeur de l'histoire de la Premier League avec 162 passes décisives.

#### Nationalités
Au démarrage de la Premier League en 1992-1993, seuls onze joueurs titulaires n'étaient pas britanniques ou irlandais. En 2000-2001, le pourcentage de joueurs étrangers est passé à 36 %, et 45 % en 2004-2005. Le 26 décembre 1999, Chelsea devient la première équipe de Premier League à aligner une équipe titulaire composée uniquement d'étrangers. En 2009, les clubs de Premier League comptent en moyenne treize joueurs étrangers dans leur groupe professionnel et moins de 40 % des joueurs prenant part au championnat sont anglais, alors que le championnat d'Espagne compte 77,1 % de joueurs éligibles en équipe nationale. En août 2013, lors de la première journée de la saison 2013-2014, le pourcentage de joueurs anglais ayant entamé les rencontres atteint son niveau le plus bas à ce jour[Quand ?]. Ils représentent 33,6 % des joueurs alignés dans le « XI de départ » des clubs, contre 73,1 % en août 1992. Durant l'été 2013, 61 joueurs ont été recrutés par les clubs disputant le championnat dans des transferts dits « payants », c'est-à-dire ayant donné lieu à des indemnités. Seulement douze étaient anglais et aucun d'eux n'a été engagé par un club ayant terminé dans les huit premiers lors de la saison précédente.
L'impact de cette politique sur le niveau de l'équipe d'Angleterre de football, dont les résultats sont jugés décevants dans les années 1990 et 2000, a été l'objet de débats dans les médias anglais. Pour contrer la tendance des clubs anglais de recruter à l'étranger plutôt que de former des jeunes, le Home Office décide en 1999 de réduire les possibilités d'obtention d'un permis de travail pour les joueurs ne venant pas de l'Union européenne : il doit avoir en effet joué au moins 75 % des matchs de sa sélection nationale lors des deux années précédentes, et cette sélection doit figurer parmi les 70 meilleures du monde au classement FIFA.

#### Transferts et salaires
Les footballeurs ne peuvent être transférés d'un club à l'autre que lors des fenêtres de transferts fixées par la Fédération anglaise (sauf dérogation expresse). La première période annuelle s'étend du dernier jour de la saison régulière au 31 août, la seconde du 31 décembre au 31 janvier. Depuis la saison 2010-2011, chaque club de Premier League est limité à un groupe de 25 joueurs de plus de 21 ans, qui ne peut être modifié que pendant les périodes de transfert, dont au moins huit sont home-grown, c'est-à-dire ayant joué en Angleterre au moins trois saisons entières avant ses 21 ans.
Il n'y a pas de limite individuelle ou collective des salaires, de sorte qu'ils ont accompagné l'explosion des droits télévisés. Le salaire moyen des joueurs de Premier League était de 75 000 livres par an lors de la première saison, 409 000 en 2000-2001, 676 000 en 2003–2004, 1,1 million en 2008-2009 .
De la même façon, les montants des indemnités de transferts ont explosé : alors qu'Alan Shearer était le premier joueur britannique à avoir été transféré pour plus de trois millions de livres, il était acheté quinze millions par Newcastle United en 1996, un record mondial. Rio Ferdinand fut transféré de West Ham à Leeds pour 18 millions en 1999, un montant largement dépassé, à trois reprises, par Manchester United pour attirer Ruud van Nistelrooy, Juan Sebastián Verón puis le même Rio Ferdinand. En mai 2006, Chelsea signe Andriy Shevchenko du AC Milan pour un montant estimé à 30 millions de livres, dépassé par Manchester City lors du recrutement du jeune brésilien Robinho du Real Madrid. Le 31 janvier 2011, deux transferts record sont signés : celui du buteur international anglais Andy Carroll de Newcastle United à Liverpool pour 35 millions, et celui de Fernando Torres de Liverpool à Chelsea pour environ 50 millions. Le record britannique en matière de recrutement est enregistré par Manchester United en 2014 lors de l'achat du joueur argentin Angel Di Maria en provenance du Real Madrid pour la somme de 75 millions d'euros. En 2009, le départ de la star de Manchester United Cristiano Ronaldo pour le Real Madrid rapporte près de 80 millions de livres. Aujourd'hui ces transferts ont été relégués par l'arrivée de Paul Pogba à Manchester United pour plus de 105 millions d'euros.

## Couverture des médias

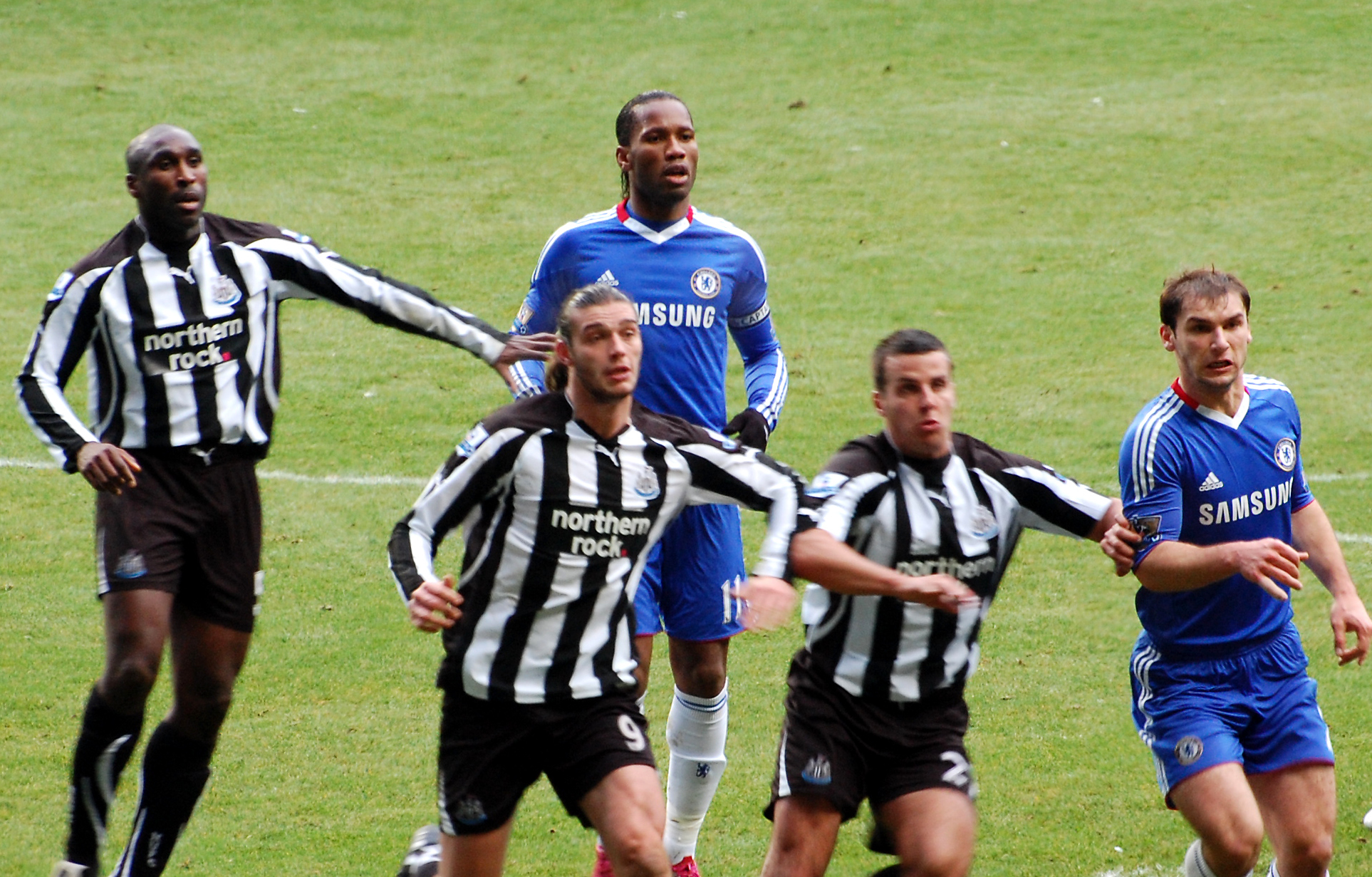
Match opposant Chelsea et Newcastle United en 2010.

Le développement de la télévision a joué un rôle majeur dans l'histoire de la Premier League. L'argent généré par les droits télévisés a été une des causes de sa création, et reste aujourd'hui vital pour son fonctionnement et à son développement. La décision de la League de céder la totalité de ses droits télévisés à BSkyB, chaîne de télévision payante, plutôt qu'à BBC ou à ITV comme jusqu'alors, était en 1992 une décision radicale et novatrice. L'achat des droits de diffusion des championnats de football a assuré le succès du groupe de télévision et permis l'enrichissement des clubs de football. La Premier League vend ses droits télévisés collectivement, contrairement à ce qui se fait notamment en Espagne. Le total est divisé en trois parts la moitié est répartie de façon égale entre les clubs, un quart récompense le classement du club en fin de saison et le dernier quart est distribué en fonction des retransmissions.
Les premiers droits payés par Sky en 1992 se montaient à 304 millions de livres sur cinq ans. Le contrat suivant, débuté en 1997, s'éleva à 670 millions de livres sur quatre saisons ; le troisième à 1,024 milliard de livres sur trois saisons. En 2004, la ligue parvint par ailleurs à vendre ses droits à l'international pour 320 millions de livres sur trois saisons, pays par pays. En août 2006, le monopole de Sky est cassé, Setanta Sports remportant deux des six lots attribués, sur l'insistance de la Commission européenne qui considère l’exclusivité des droits de diffusion comme une barrière à la concurrence. Sky et Setanta signent alors pour un total de 1,7 milliard de livres, la BBC payant en plus 171 millions de livres pour des droits complémentaires (pour l'émission Match of the Day). Les droits à l'étranger augmentèrent également à 625 millions de livres. Le total des droits, évalués à plus de 2,7 milliards d'euros, donne aux matchs de Premier League une valeur moyenne de 40 millions de livres entre 2007 et 2010.
Les accords entre la Premier League et Sky ont été suspectés de former un cartel, donnant lieu à plusieurs actions en justice. L’Office of Fair Trading confirme en 2002 la position dominante de BSkyB sur le marché des droits, mais ne conclut pas à un abus de cette position. En 1999, la méthode collective de vente des droits de la Premier League est étudiée par le UK Restrictive Practices Court, qui conclut qu'elle n'est pas contraire à l'intérêt général. Les droits télévisés sont vendus pour 2010-2013 pour 1,782 milliard de livres. La faillite au Royaume-Uni de Setanta Sports en 2009 conduit au transfert de ses droits à ESPN. Pour la période 2013-2016, la totalité des droits télévisés atteint 3,018 millions de livres (246 millions par an pour British Telecom, 760 millions pour BSkyB).
Dans ce domaine, la Premier League a développé une avance importante sur tous les autres championnats européens, grâce à sa popularité dans le monde et particulièrement en Asie. En 2011, le championnat anglais génère ainsi 1219 millions d'euros par saison en droits télévisés (683 millions sur le marché national et 536 millions à l'international), contre 742 millions d'euros pour l'Espagne, 692 pour la France, 666 pour l'Italie et 462 pour l'Allemagne.
Début 2015, les diffuseurs anglais (Sky Sports et BT Sport) et la Premier League signent un contrat de diffusion record pour la période 2016-2019 de l'ordre de 6,92 milliards d'euros. Cela représente près de 14 millions d'euros par match et une augmentation de 70% par rapport à la période précédente. En comparaison, les droits de la Ligue 1 ne s'élèvent qu'à 748 millions d'euros, et ceux de la Serie A à 915 millions d'euros. C'est un véritable choc dans le football européen, puisque le dernier du classement de Premier League touchera à partir de la saison 2016-2017 presque le triple du champion de France en droits télévisés, ce qui pose un grand problème pour concurrencer les clubs anglais sur la scène européenne.
En France, CANAL+ remporte l'intégralité des droits de diffusion de la Premier League jusqu’en 2022 et diffusera le championnat sur myCANAL.

## Stades

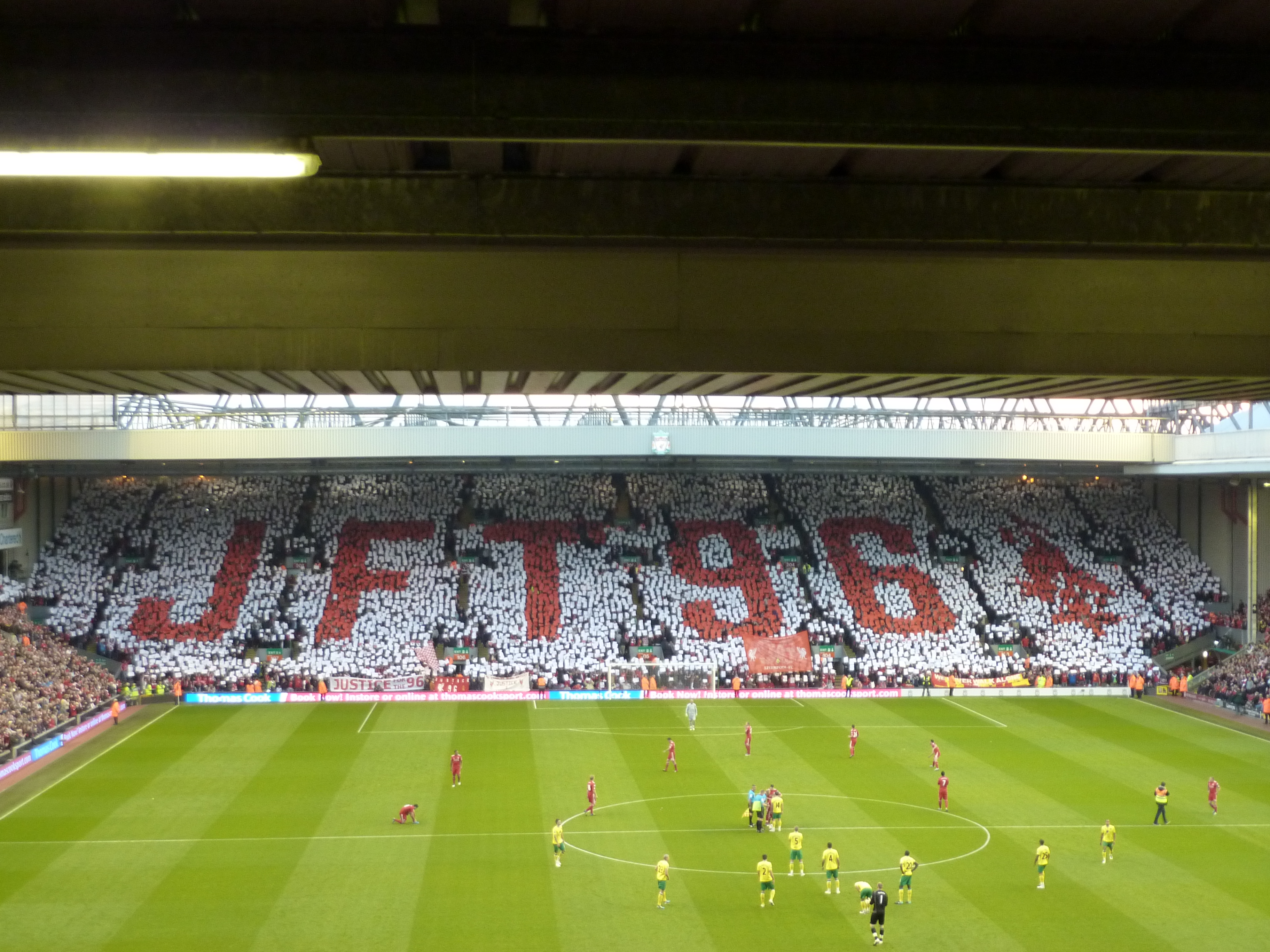
Justice for the 96 : hommage aux victimes de la tragédie de Hillsborough.

Entre 1992 et 2012, cinquante stades ont reçu un match de Premier League. Le rapport Taylor, ayant fait suite au tragédie de Hillsborough en 1989, ayant conduit à l'interdiction des places debout, tous sont entièrement équipés de places assises depuis la saison 1994-1995.
Les affluences dans les stades représentent une source de revenu significative. En 2009–2010, l'affluence moyenne des matchs de Premier League se monte à 34 215, contre 21 126 lors de la première saison de Premier League en 1992–1993. Le record d'affluence moyenne date de la saison 2007-2008 avec 36 144 spectateurs.
Tous les stades d'Angleterre ont été modernisés, agrandis, rendus plus confortables, voir reconstruits comme l'Emirates Stadium d'Arsenal ou le City of Manchester Stadium (neuf ont été détruits). En 2010–2011, les capacités de ces stades est très diverse, allant de plus de 75 000 places à Old Trafford, le terrain de Manchester United à 16 220 pour Bloomfield Road, le stade de Blackpool. La capacité totale des stades de Premier League se monte cette saison-là à 770 477, soit une moyenne de 38 523. Ce record est battu lors de la saison 2013-2014 avec plus de 14 millions de spectateurs soit une affluence moyenne de 36 695 par match, la plus grande en première division anglaise depuis les années 1950.

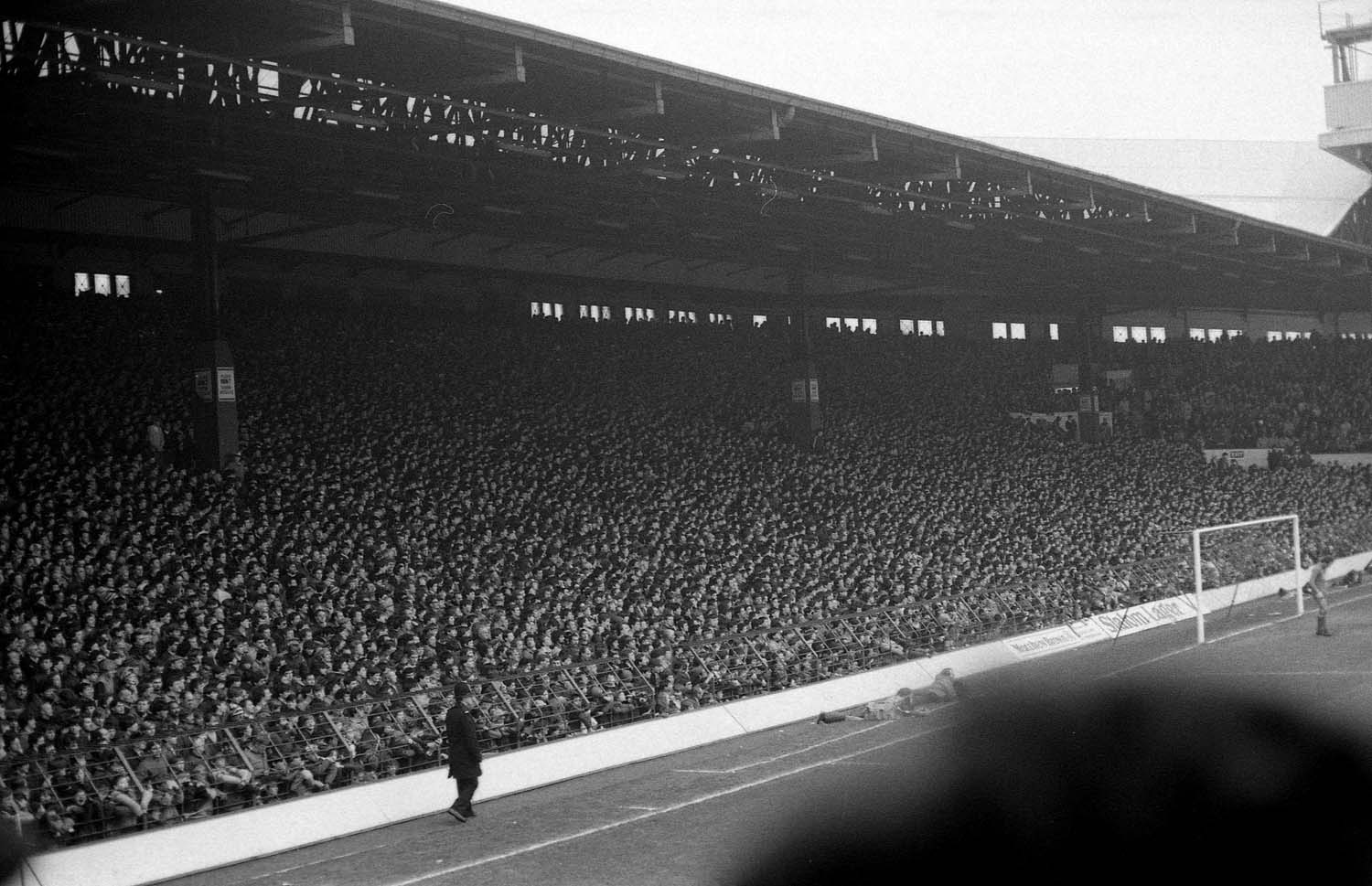
Kop d'Anfield en 1983. La tribune est complètement assise aujourd'hui.
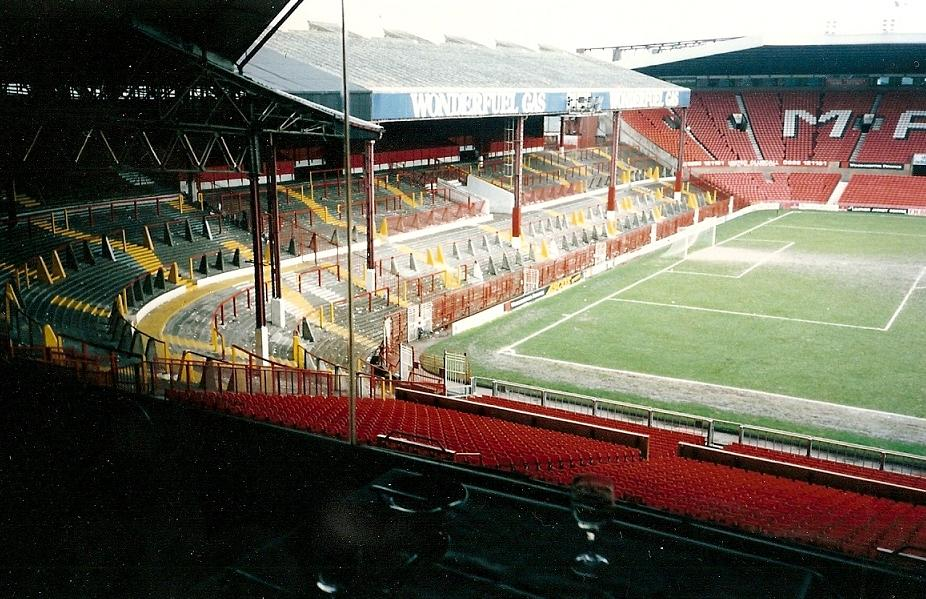
La tribune Stretford End d'Old Trafford en 1992, avant les travaux du rapport Taylor.
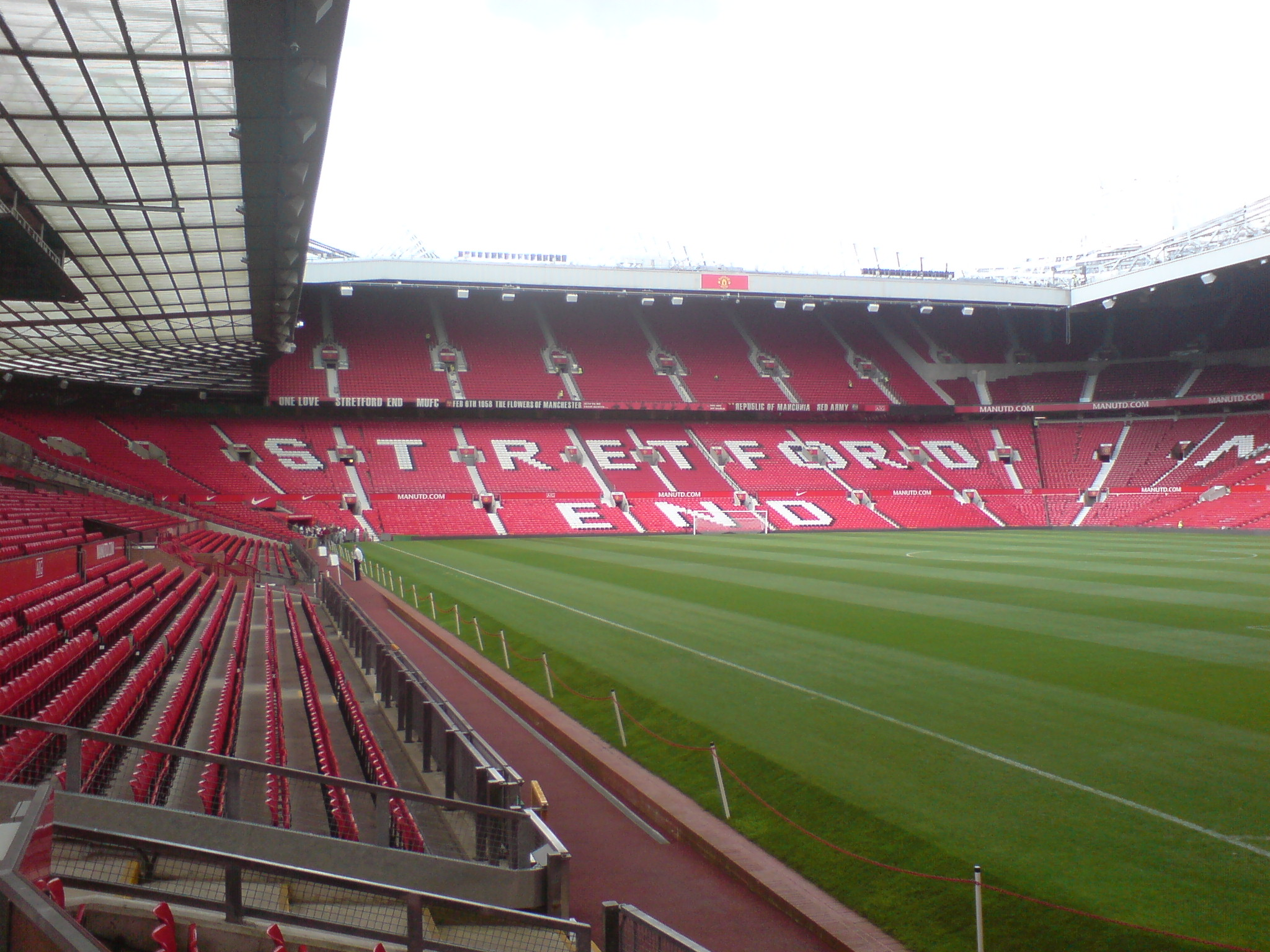
La tribune Stretford End d'Old Trafford en 2007.
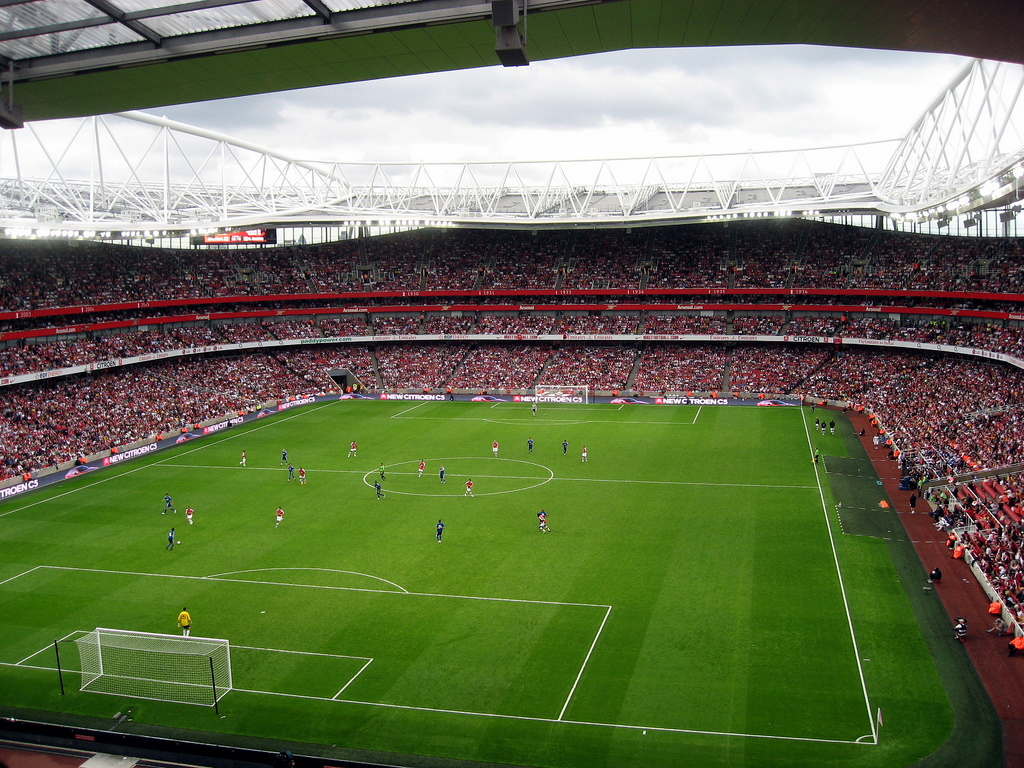
L'Emirates Stadium inauguré en 2006.